# 28 de desembre

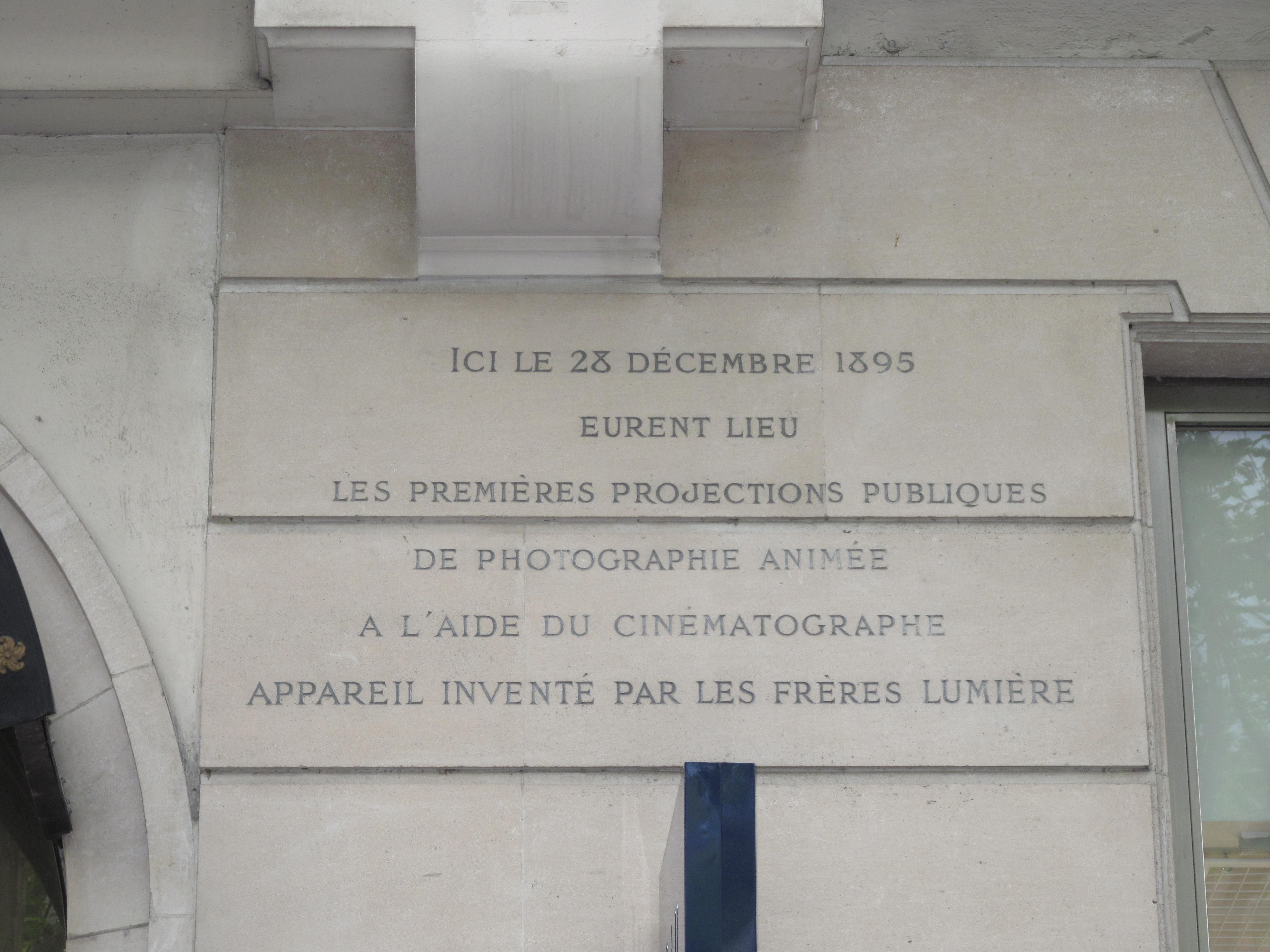
El 28 de desembre de 1895

El 28 de desembre és el tres-cents seixanta-dosè (362é) dia de l'any —segons el calendari gregorià– o el tres-cents seixanta-tresé (363é) d'un any de traspàs. Resten 3 jorns per acabar l'any.
A Espanya i els països hispanoamericans (Argentina, Mèxic, el Perú, Veneçuela…) el 28 de desembre també és conegut com el Dia dels Innocents per l'onomàstica dels Sants Innocents, durant el qual la gent sol fer bromes («innocentades») i els mitjans publiquen notícies falses més o menys inversemblants (com el «dia d'enganar» a Menorca o «peix d'abril» a l'Alguer, Catalunya del Nord i altres llocs): el costum de les innocentades, d'origen medieval, està relacionat amb el regnat del bisbetó, que comença el 6 de desembre i acaba el dia 28. En canvi, el costum de penjar càguiles en l'esquena de la gent és exclusiva d'aquest dia, com també les festes populars que tenen lloc a Ibi, Tremp o Xalans.
No obstant això, entre les efemèrides més notables del dia, hi ha fites històriques com la proclamació del primer Comte de Barcelona (Berà, l'any 801); el reconeixement de l'Imperi Romà d'Occident per part de l'Imperi Romà d'Orient (457); la tronada de l'Allerkindleinsflut (1248); la mort de Medici en la batalla de Garellano (1503), després de la qual el Regne de Nàpols seria incorporat a la Corona d'Aragó; l'estrena del cinematògraf dels germans Lumière a París en la seva primera projecció cinematogràfica pública (1895) —a la qual assistí Georges Méliès, qui més tard faria pel·lícules–; i el tsunami de Messina (1908).
Entre totes les personalitats nascudes un 28 de desembre estan Tatlin (1885), F. W. Murnau (1888), Elvira de Hidalgo (1891), Stan Lee (1922), Maggie Smith (1934), Denzel Washington (1954), Quim Torra (1962) o Linus Torvalds (1969); quant a les defuncions, Rob Roy (1734), Ravel (1837), Sam Peckinpah (1984), Susan Sontag (2004) o Joan Monleon (2009).
En el món del futbol sol ser un dia assenyalat perquè molts dels partits amistosos anuals que juguen les seleccions «autonòmiques» entre les festes de Nadal i Cap d'Any tenen lloc el 28 de desembre: l'últim, l'Euskadi-Catalunya de 2014.

## Efemèrides

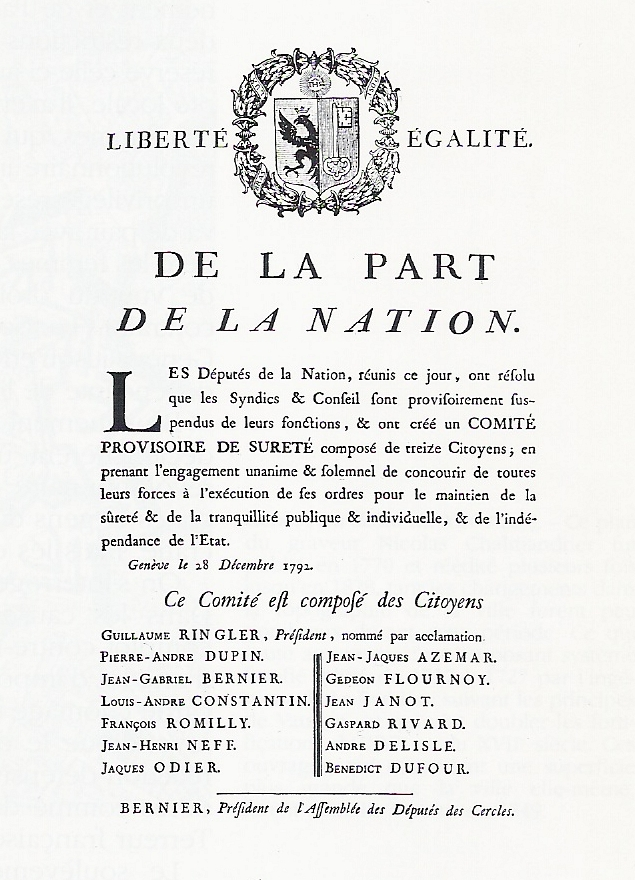
1792: proclamació del govern revolucionari de Ginebra

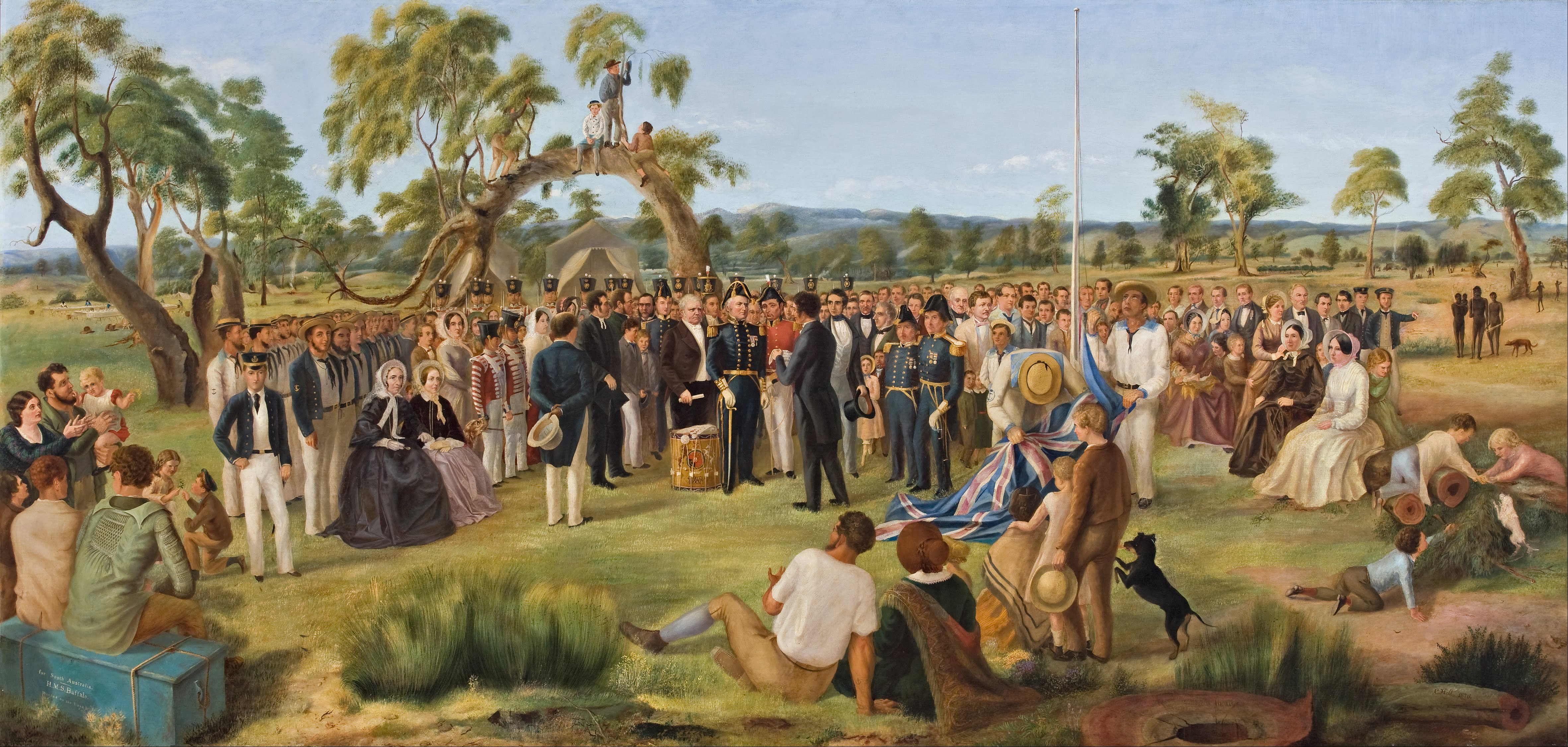
1836: Dia de la Proclamació (Austràlia)

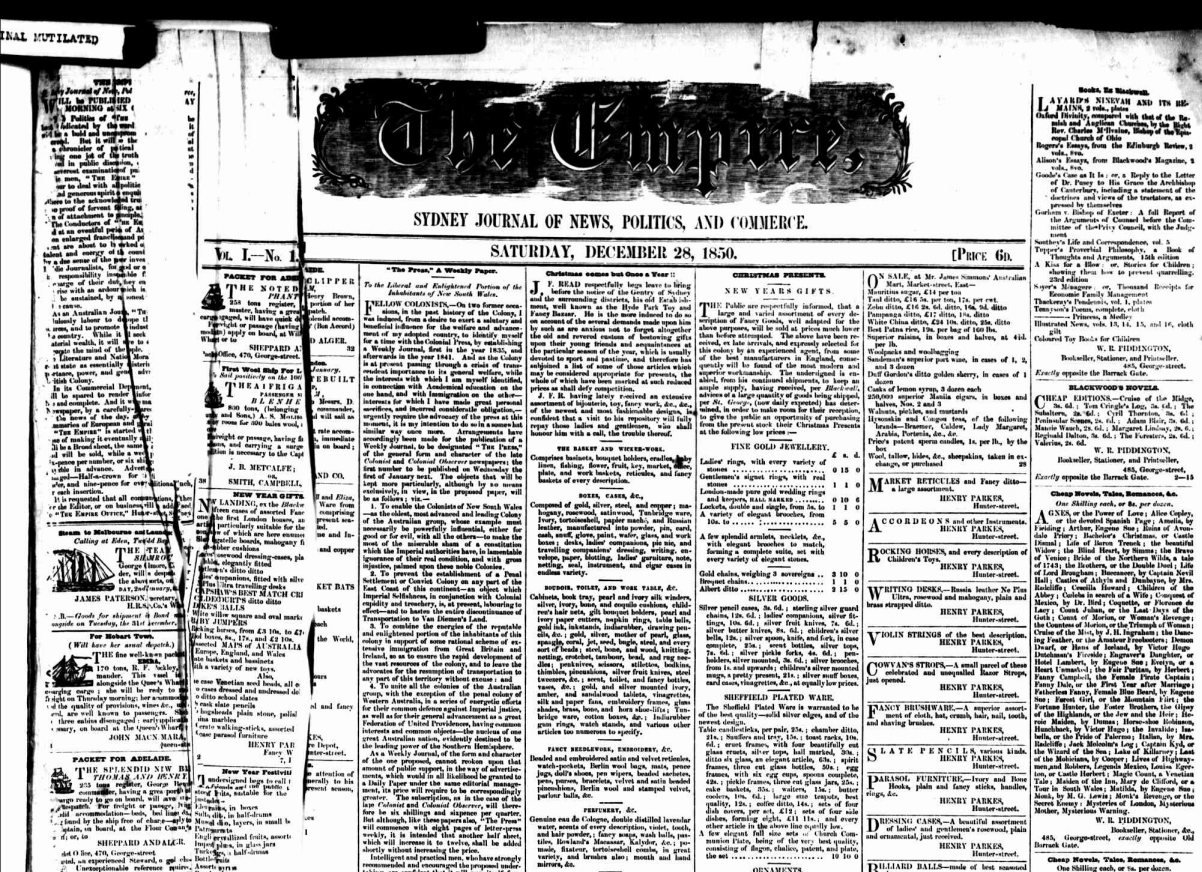
1850: primer número d'Empire

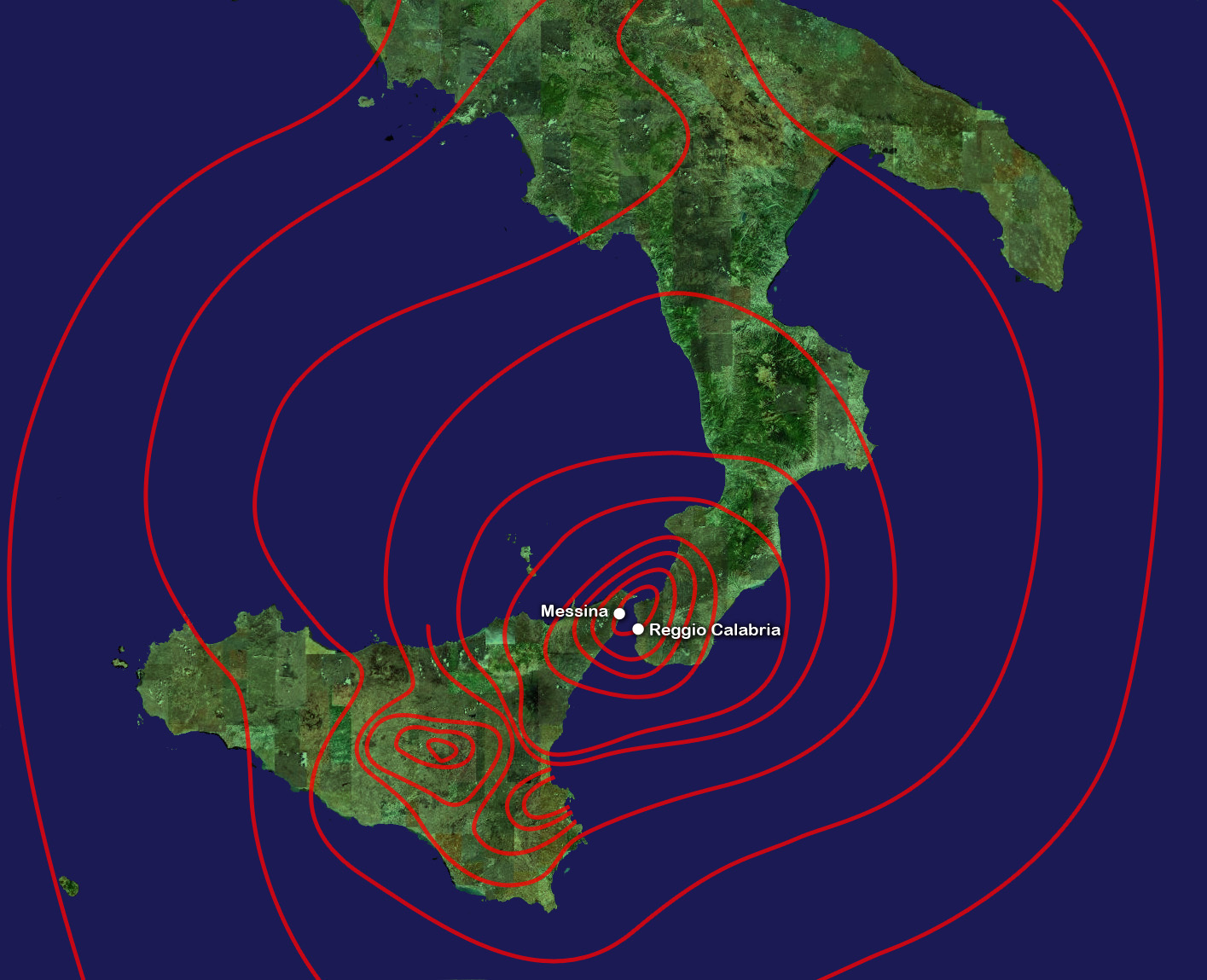
1908: terratrémol de Messina

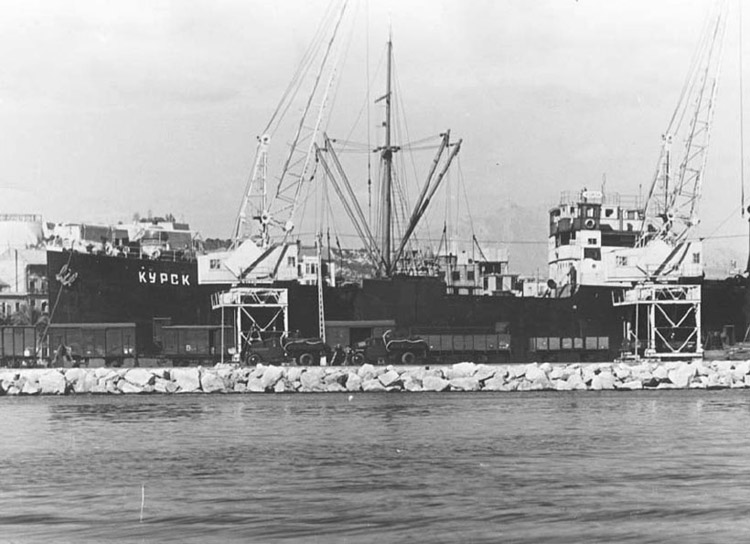
1936: el Kursk al Port d'Alacant

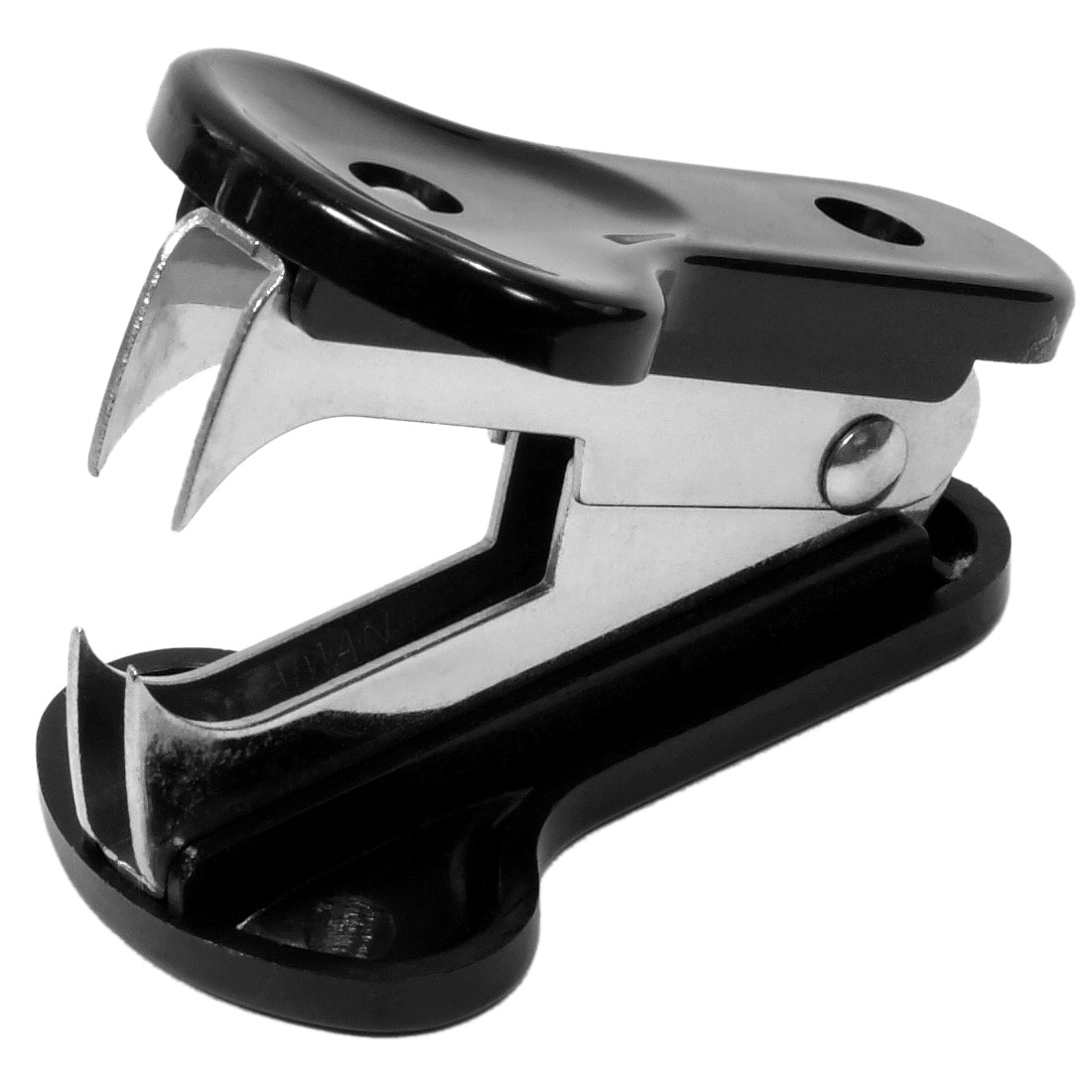
1971: patent de la desgrapadora de Fotile

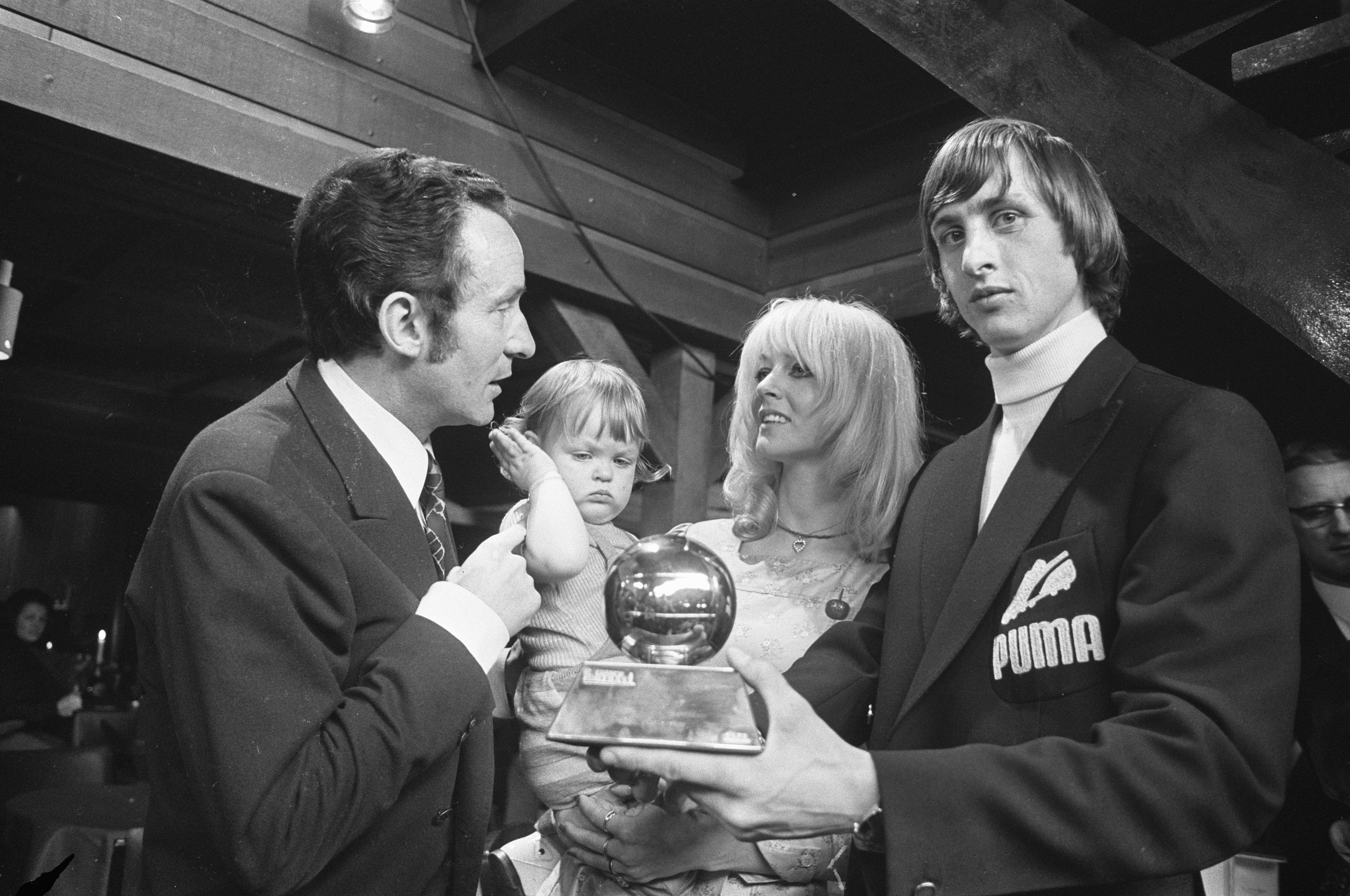
1973: Cruyff guanya una altra pilota d'or

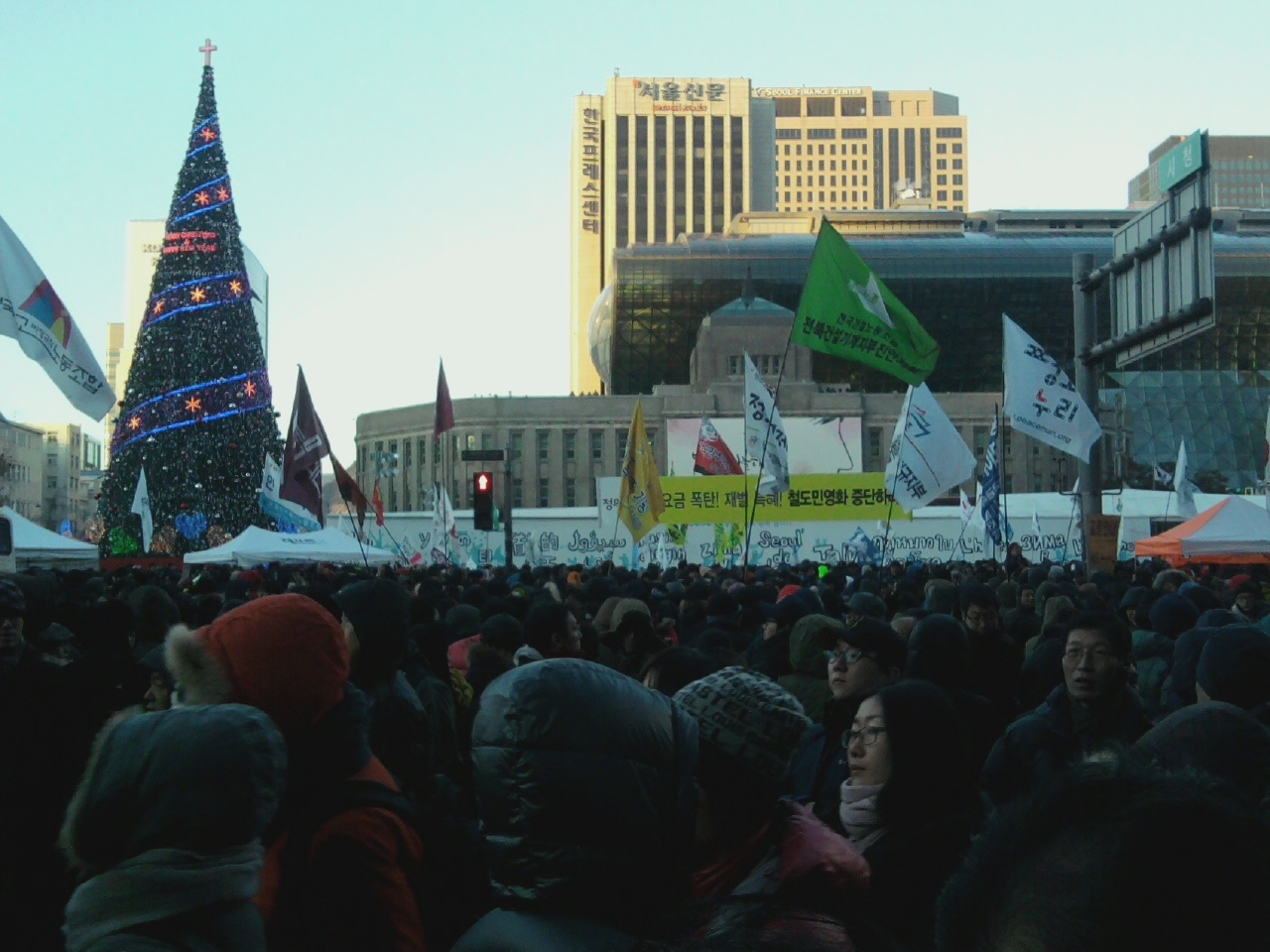
2013: vaga general a Corea del Sud

| A.    | lloc                  | efemèride                                                                                 | categoria       |
| ----- | --------------------- | ----------------------------------------------------------------------------------------- | --------------- |
| 47 aC | Adrumetum             | segona Guerra Civil Romana: Juli Cèsar hi desembarca                                      | guerra          |
| 418   | Roma                  | Bonifaci I esdevé Papa                                                                    | religió         |
| 457   | Imperi Romà           | Lleó I el Traci reconeix Majorià com a emperador romà                                     | política        |
| 484   | Regne de Tolosa       | Alaric II succeïx Euric en el tron                                                        | política        |
| 801   | Barcelona             | entren els francs i proclamen Berà com a primer Comte de Barcelona                        | política        |
| 831   | Aquisgrà              | Pipí I d'Aquitània fuig contra la voluntat de son pare, Lluís I el Pietós                 | política        |
| 893   | Dvin                  | un terratrémol fa trenta mil morts                                                        | desastres       |
| 1065  | Westminster           | el rei Eduard el Confessor consagra l'abadia                                              | arquitectura    |
| 1223  | Toruń                 | l'Orde Teutònic li atorga l'estatut de ciutat                                             | política        |
| 1248  | Slesvig-Holstein      | cau la tempesta coneguda com Allerkindleinsflut                                           | desastres       |
| 1271  | Corona d'Aragó        | butla contra Jaume el Conqueridor per les campanyes a Occitània                           | política        |
| 1287  | Corona d'Aragó        | Alfons el Franc atorga els Privilegis de la Unió                                          | política        |
| 1503  | Gaeta                 | comença la batalla de Garellano entre Aragó i França                                      | guerra          |
| 1700  | Espanya               | el consell de regència ordena supeditar la diplomàcia espanyola a França                  | política        |
| 1705  | Sant Mateu            | Guerra de Successió Espanyola: els botiflers assetgen la vila                             | guerra          |
| 1774  | Maharashtra           | l'exèrcit britànic ocupa Thana i Vasai                                                    | guerra          |
| 1783  | Regió del Kuban       | la Porta reconeix el riu Kuban com a frontera                                             | geografia       |
| 1792  | Ginebra               | proclamació del Govern Revolucionari local                                                | guerra          |
| 1804  | Saragossa             | fundació de les Germanes de la Caritat de Santa Anna                                      | religió         |
| 1808  | Alt Empordà           | Guerra del Francés: comença la batalla de Castelló d'Empúries                             | guerra          |
| 1831  | Illes Malvines        | l'USS Lexington destruïx la colònia argentina de Puerto Soledad                           | guerra          |
| 1833  | Madrid                | boda d'Agustín Muñoz amb Maria Cristina de Borbó                                          | política        |
| 1836  | Adelaida              | John Hindmarsh proclama l'Austràlia Meridional colònia britànica                          | política        |
| 1836  | Imperi Espanyol       | Espanya reconeix la independència de Mèxic                                                | política        |
| 1846  | EUA                   | Iowa esdevé el 29é Estat de la Unió                                                       | política        |
| 1850  | Sydney                | el periòdic Empire (periòdic) publica el primer número                                    | periodisme      |
| 1859  | París                 | el gascó Charles de Freycinet esdevé Primer Ministre de França                            | política        |
| 1870  | Marsella              | dissolució de la Ligue du Midi original                                                   | política        |
| 1881  | Catalunya             | la VVB inaugura el ferrocarril de Valls a Vilanova i la Geltrú i Barcelona                | transport       |
| 1882  | Rio Branco            | fundació de la ciutat, llavors un poblet al costat d'una factoria                         | política        |
| 1894  | Niça                  | Auguste Charlois descobrix l'asteroid (398) Admete                                        | astronomia      |
| 1896  | Niça                  | Auguste Charlois descobrix l'asteroid (425) Cornelia                                      | astronomia      |
| 1897  | París                 | estrena de l'obra teatral d'Edmond Rostand Cyrano de Bergerac                             | arts escèniques |
| 1901  | Confederació Aro      | l'exèrcit britànic ocupa Arochukwu                                                        | guerra          |
| 1902  | Tibidabo              | col·locació de la primera pedra del Temple Expiatori del Sagrat Cor                       | arquitectura    |
| 1904  | Marsella              | descoberta del cometa 19P/Borrelly                                                        | astronomia      |
| 1907  | Barcelona             | publicació de l'últim número del setmanari La Tomasa                                      | literatura      |
| 1908  | estret de Messina     | un tsunami fa vora cent mil morts a Messina i Reggio Calabria                             | desastres       |
| 1909  | Barcelona             | la Comissió de l'Eixample resol un litigi a favor de la Casa Milà                         | arquitectura    |
| 1914  | Barcelona             | Ramon Miquel i Planas publica El Noucentista                                              | literatura      |
| 1914  | Commonwealth          | Jordi V del Regne Unit crea la condecoració de la Creu Militar                            | guerra          |
| 1915  | Castellroig           | Guerra italo-turca: el creuer francés Jeanne d'Arc rebutja un atac grecs                  | guerra          |
| 1919  | Vallès Occidental     | Ferrocarrils de Catalunya inaugura el tram Rubí-Terrassa                                  | transport       |
| 1934  | Barcelona             | Manuel Azaña Díaz és absolt dels càrrecs de sublevació                                    | política        |
| 1934  | URSS                  | Udmúrtia esdevé una república socialista soviètica autònoma                               | política        |
| 1936  | Port d'Alacant        | Guerra Civil espanyola: el Kursk atraca amb ajuda soviètica                               | guerra          |
| 1936  | An Oriant             | Xavier de Langlais organitza la Gran Assemblea de l'Entesa dels Bretonòfons               | literatura      |
| 1941  | Kaluga                | Batalla de Moscou: les tropes soviètiques alliberen la ciutat                             | guerra          |
| 1942  | Somàlia Francesa      | Segona Guerra Mundial: Somàlia Britànica ocupa la costa per a la França Lliure            | guerra          |
| 1963  | East London           | Jim Clark guanya el Gran Premi de Sud-àfrica del 1963                                     | esport          |
| 1964  | Roma                  | Giuseppe Saragat (PSDI) esdevé President d'Itàlia                                         | política        |
| 1965  | Rostock               | el Fußballclub Hansa Rostock s'independitza com a club                                    | futbol          |
| 1970  | Saint-Luc             | la Crisi d'Octubre acaba amb la detenció de Paul Rose (FLQ)                               | política        |
| 1971  | EUA                   | l'oficina de patents aprova la desgrapadora de Joseph A. Foitle                           | invents         |
| 1973  | ?                     | Johan Cruyff guanya una segona Pilota d'Or                                                | futbol          |
| 1975  | Camp Nou              | el públic oneja senyeres per primera volta durant un Barça-Madrid                         | futbol          |
| 1976  | Albània               | la República Popular d'Albània esdevé República Popular Socialista d'Albània              | política        |
| 1976  | Banfield              | última notícia de la desapareguda Claudia Falcone amb vida                                | política        |
| 1984  | Espanya               | el Congrés dels Diputats aprova la Llei d'Objecció de Consciència                         | guerra          |
| 1984  | Santiago              | la Fundació Castelao entra en funcionament                                                | política        |
| 1986  | París                 | estrena mundial d'Offret, l'últim film d'Andrei Tarkovski                                 | cinema          |
| 1988  | URSS                  | Mikhaïl Gorbatxov crea l'Orde del Valor Personal                                          | política        |
| 1993  | Bretanya              | crea les mancomunitats de Fouenant, Kemperle i Vigoudenn                                  | política        |
| 1993  | Madrid                | Cas Banesto: el Banc d'Espanya intervé l'entitat                                          | economia        |
| 1994  | Bretanya              | crea les mancomunitats de Gwerledan i Renk hag ar Froudveur                               | política        |
| 1995  | Espanya               | Antena 3 emet l'últim capítol de Farmacia de guardia i la primera gala Inocente, Inocente | televisió       |
| 1995  | Kamtapur              | l'Organització d'Alliberament de Kamtapur entra en funcionament                           | política        |
| 1999  | Turkmenistan          | el parlament proclama Saparmurat Niàzov president vitalici                                | política        |
| 1999  | Granada               | la selecció de futbol d'Andalusia guanya 1 a 0 contra Estònia                             | futbol          |
| 2000  | Bucarest              | Adrian Năstase (PSD) esdevé Primer Ministre de Romania                                    | política        |
| 2002  | Atzeneta del Maestrat | l'ajuntament en ple dimitix com a protesta pel trasllat del cicle d'ESO                   | política        |
| 2003  | Guatemala             | Óscar Berger guanya la segona volta de les eleccions generals                             | política        |
| 2004  | Bucarest              | Călin Popescu-Tăriceanu (PNL) esdevé Primer Ministre de Romania                           | política        |
| 2004  | Espanya               | el Govern d'Espanya accepta el retorn dels Papers de Salamanca                            | política        |
| 2004  | Palomar               | Michael E. Brown és el primer astrònom a observar Haumea                                  | astronomia      |
| 2005  | Baikonur              | llançament del primer satèl·lit GIOVE del sistema Galileo                                 | astronomia      |
| 2005  | Cadis                 | la selecció de futbol d'Andalusia guanya 4 a 1 contra Xina                                | futbol          |
| 2005  | Kitt Peak             | descoberta de l'asteroide potencialment perillós 2005 YU55                                | astronomia      |
| 2005  | Santiago de Xile      | la policia fitxa Augusto Pinochet en el seu arrest domiciliari                            | política        |
| 2006  | Mogadiscio            | guerra civil somali: els islamistes ixen de la ciutat davant el setge etíop               | guerra          |
| 2006  | Torrent               | el Cos Nacional de Policia deté Rodolfo Almirón, cap de la Triple A                       | política        |
| 2006  | Saragossa             | la selecció de futbol d'Aragó guanya 1 a 0 contra Xile                                    | futbol          |
| 2006  | Elx                   | la selecció valenciana de futbol guanya 3 a 1 contra Perú                                 | futbol          |
| 2008  | Països Catalans       | la Viquipèdia en català supera els cent cinquanta mil articles                            | cultura         |
| 2008  | Pasarón               | la selecció de futbol femení de Galícia guanya 7 a 1 la de les Illes Balears              | futbol          |
| 2009  | Benguela              | inauguració de l'Estadi Nacional d'Ombaka                                                 | futbol          |
| 2010  | Alcoi                 | inauguració del Centre d'Art d'Alcoi                                                      | belles arts     |
| 2010  | Algèria               | Primavera Àrab: immolacions i manifestacions a tot el país                                | política        |
| 2010  | Espanya               | el canal de televisió CNN+ fa l'última emissió                                            | televisió       |
| 2010  | Minsk                 | Mikhail Miasnikovich esdevé primer ministre de Belarús                                    | política        |
| 2010  | Montjuïc              | Catalunya guanya el II Trofeu Catalunya Internacional 4 a 0 contra Hondures               | futbol          |
| 2013  | Corea del Sud         | vaga general de la Confederació Nacional de Sindicats                                     | política        |
| 2014  | San Mamés             | la selecció de futbol del País Basc s'enfronta a la de Catalunya                          | futbol          |

### Cinema
- El 1895 —fa 129 anys— els germans Lumière estrenaren llur projector cinematogràfic, en una sessió a la qual assistí Georges Méliès com a públic.

- Programa de la sessió
- Placa commemorativa

Naiximents
- 1934  Maggie Smith (The Prime of Miss Jean Brodie)

### Còmic
Naiximents
- 1950  Ralph Macchio
- 1955  Janice Chiang
- 1976  Damion Scott

```
Chris Ware
 (n. 1967) és un autor 
estatunidenc
, conegut per la sèrie 
The Acme Novelty Library
, que inclou la 
novel·la gràfica
 
Jimmy Corrigan, the Smartest Kid on Earth
, reconeguda tant per la crítica com pel públic, sent publicada en múltiples països i havent obtingut abundants guardons (va guanyar, entre d'altres, el Guardian First Book Award de 2001 -sent la primera vegada que una novel·la gràfica guanya un premi literari al 
Regne Unit
- i també el premi al millor àlbum al 
Festival del Còmic d'Angulema
, França el 2003). La seva obra, a més, ha sortit dels mitjans impresos per arribar als circuits habituals de l'art, sent exposada en diversos museus, com el 
Whitney Museum of American Art
 (2002) i el 
Museum of Contemporary Art
, 
Chicago
 (2006). El seu estil, inspirat principalment en els dibuixants de còmics nord-americans de principis del segle XX (
Winsor McCay
 i 
Frank King
, entre d'altres) i el disseny gràfic de les publicacions d'aquesta època, encara que de vegades acusat de fred, demostra un domini exquisit de les capacitats del medi, així com un afany continu d'experimentació, podent considerar-se a Chris Ware com uns dels principals renovadors del gènere en l'actualitat.
```

Publicacions
Star Wars: Purge (2005)

### Música
| A.   | títol            |
| ---- | ---------------- |
| 2004 | iTunes Originals |

- El 1779 —fa 245 anys!— Cimarosa estrenà l'òpera L'italiana in Londra al Teatro Valle.

- El 1798 —fa 46 anys— François Devienne estrenà l'òpera bufa Les comédiens ambulants a París.

- El 1878 —fa 146 anys— Jacques Offenbach estrenà l'òpera Madame Favart a París.

- El 1909 —fa 115 anys!— Amadeu Vives estrena de l'opereta d' La muela del rey Farfán al Teatro Apolo (Madrid).

- El 1979 —fa 45 anys!— tingué lloc el tercer de quatre concerts per Cambodja amb The Specials i The Who.

Naiximents
- 1842  Calixa Lavallée (compositor)
- 1891  Elvira de Hidalgo (soprano)
- 1932  Nichelle Nichols (cantant)
- 1953  Richard Clayderman (pianista)
- 1965  Dàmaris Gelabert (cantant infantil)
- 1971  Anita Doth (2 Unlimited)
- 1972  Rachel Z (pianista de jazz)
- 1978  John Legend (cantautor)

Morts
- 1983  Dennis Wilson (The Beach Boys)
- 2009  Joan Monleon (Els Pavesos)
- 2015  Lemmy (Motörhead)

- El 2023 —fa 1 any!— morí el cantautor peruà Pedro Suárez-Vértiz.

### Videojocs
| A.   | jocs               |
| ---- | ------------------ |
| 1991 | Sonic the Hedgehog |

- 1993  Nintendo
- 2021  John Madden

- El 1987 —fa 37 anys— Hudson estrenà al Japó el Victory Run en PC Engine.

- El 1988 —fa 36 anys— eixí a la venda el número 184 de la revista espanyola MicroHobby,[8] en la qual publicaren una innocentada sobre l'augment del preu dels jocs.

- El 1989 —fa 35 anys— Laser Soft estrenà al Japó el Red Alert en PCE CD.

- El 1990 —fa 34 anys— Palcom publicà a Europa el Probotector de NES.

```
El 
1993
 —fa 31 anys!— 
Ocean
 publicà a Europa el 
Jurassic Park
 de 
NES
.
```

- El 2004 —fa 20 anys— s'estrenaren al Japó Gran Turismo 4 i The King of Fighters '94 Re-Bout en PlayStation 2.

- El 2006 —fa 18 anys— Sony estrenà al Japó el Formula One Championship Edition en PlayStation 3.

- El 2021 —fa 3 anys— morí l'ex jugador i comentariste de futbol americà John Madden, promotor dels jocs de la sèrie Madden NFL.

## Naixements

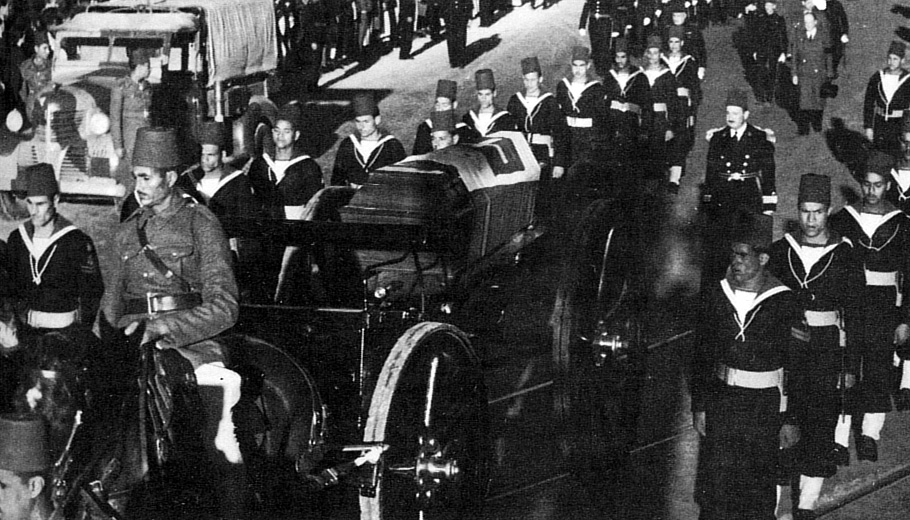
Funeral de Víctor Manuel III

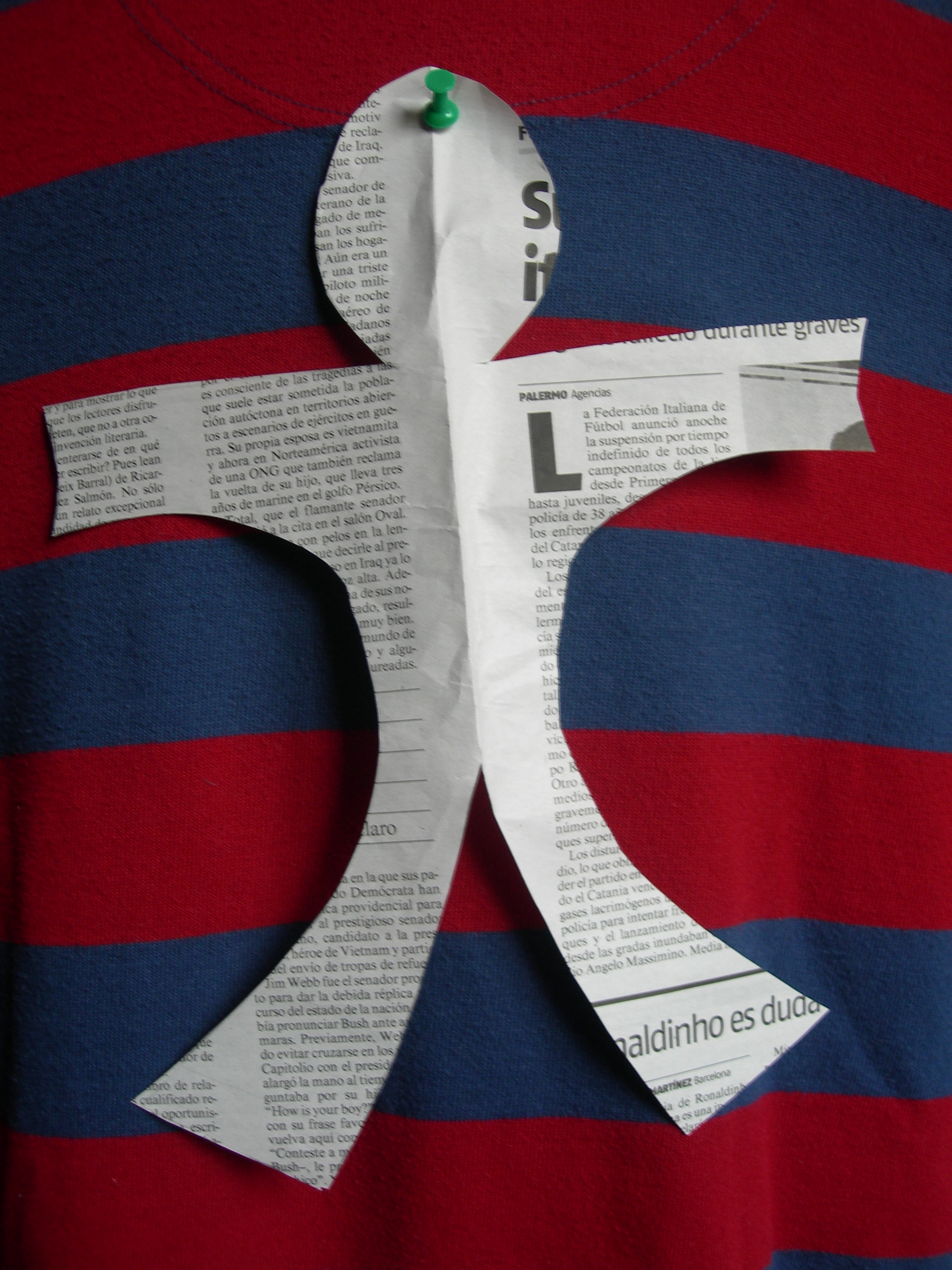
Una càguila o llufa penjada

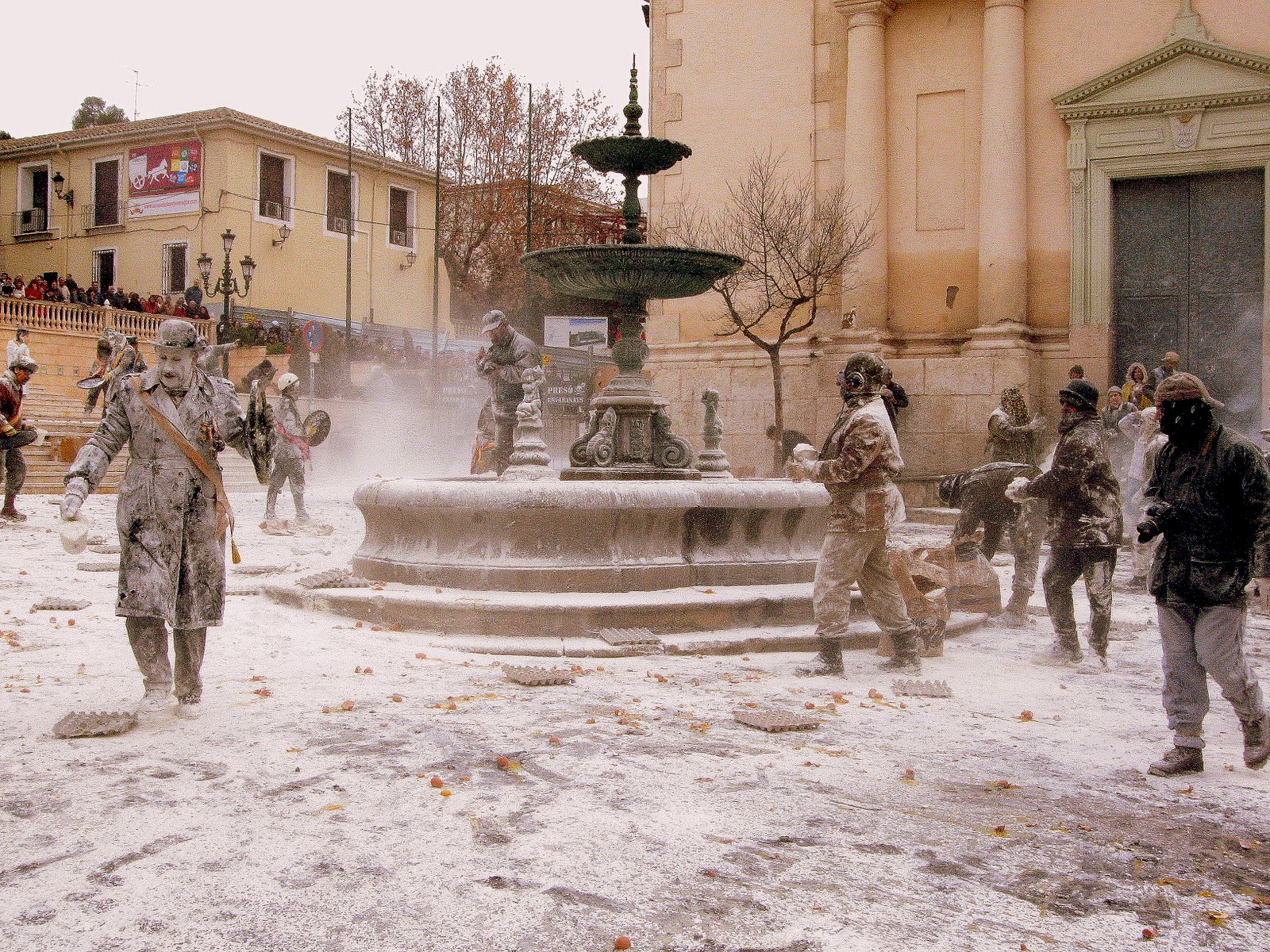
Els Enfarinats d'Ibi (2009)

| A.   | nom i llinatges | activitat      | origen  | e. |
| ---- | --------------- | -------------- | ------- | -- |
| 1890 | Attilio Deffenu | teòric polític | sard    | 27 |
| 1934 | Alasdair Gray   | escriptor      | escocés | 85 |
| 1936 | Charles Nokan   | escriptor      | ivorià  | 85 |

Països Catalans
- 1857, Barcelona: Eliseu Meifrèn i Roig, pintor català.
- 1887, Campos, Mallorca: Coloma Abrines Vidal –Madò Coloma Solera–, cuinera i divulgadora gastronòmica mallorquina (m. 1987).[9]
- 1928, Barcelona: Màrius Sampere i Passarell, poeta català.
- 1956, Almacelles, Lleida: Teresa Rodrigo Anoro, física catalana, catedràtica de Física Atòmica de la Universitat de Cantàbria[10][11]
- 1965, Barcelona: Marta Cantón i Gutiérrez, gimnasta especialitzada en gimnàstica rítmica, la primera esportista espanyola a obtenir un diploma olímpic.[12]
- 1978, Palma: Sandra De Jaume, artista visual mallorquina.[13]
- Barcelona: Dàmaris Gelabert, pedagoga, musicoterapeuta, autora i cantant de cançons infantils.[14]

Resta del món
- 1834, Trenton, Nova Jersey: Julie Hart Beers, pintora paisatgista estatunidenca (m. 1913).[15]
- 1862, Londres: Christina Broom, fotògrafa escocesa, "la primera fotògrafa de premsa del Regne Unit" (m. 1939).[16]
- 1874, San Millán de la Cogolla: María de la O Lejárraga, escriptora espanyola.[17]
- 1891, Vall-de-roures: Elvira de Hidalgo, soprano de coloratura i mestra de cant (m. 1980).[18]
- 1908, Omaha (Nebraska): Ann Ronell, lletrista i compositora d'èxit estatunidenca (m. 1993).[19]
- 1925, Ulm: Hildegard Knef, actriu alemanya, dobladora, cantant (m. 2002).[20]
- 1926, Missouri: Donna Hightower, cantant i compositora nord-americana (m. 2013).[21]
- 1944, Boston, USA: Sandra Faber, física i astrònoma dedicada a l'estudi de la formació i evolució de les galàxies.[22]
- 1955, Gârleni, Bacău, Romania: Magda Carneci, escriptora, historiadora de l'art, assagista i professora universitària romanesa.[23]
- 1970, Haarlem, Països Baixos: Brenda Schultz-McCarthy, tennista professional neerlandesa.[24]
- 1981, Nova York: Sienna Miller, actriu, model, dissenyadora de moda estatunidenca-britànica.[25]

## Necrològiques
Països Catalans
- 1968 - Barcelona: Aurora Casanovas i Puig, historiadora del gravat catalana (m.1968).
- 2002 - L'Escala, Alt Empordà: Emília Xargay i Pagès, pintora, ceramista i escultora catalana (n. 1927).
- 2007 - Barcelona: Claude Collet Millioud, pintora, dibuixant i gravadora suïssa que va viure bona part de la vida a Barcelona (n. 1929).

- 2018 - Barcelona: Irene Balaguer i Felip, mestra i pedagoga catalana, presidenta de l'Associació Rosa Sensat (n. 1948).
- 2019 - Barcelona: Amèlia Riera i Toyos, pintora i gravadora catalana (n. 1928).

Resta del món
- 1913 - El Caire: Nazlı Fazıl, princesa i salonnière egípcia (n.1853).
- 2004 - Nova York: Susan Sontag, intel·lectual i escriptora: novel·lista, assagista, crítica i directora teatral i cinematogràfica (n. 1933).
- 2006 - Saragossa: Pilar Andrés de Pablo, coneguda com a Pilarín Andrés, va ser una soprano espanyola (n. 1921).

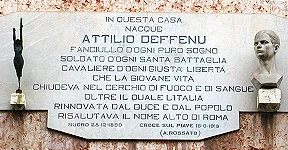
1890  Attilio Deffenu
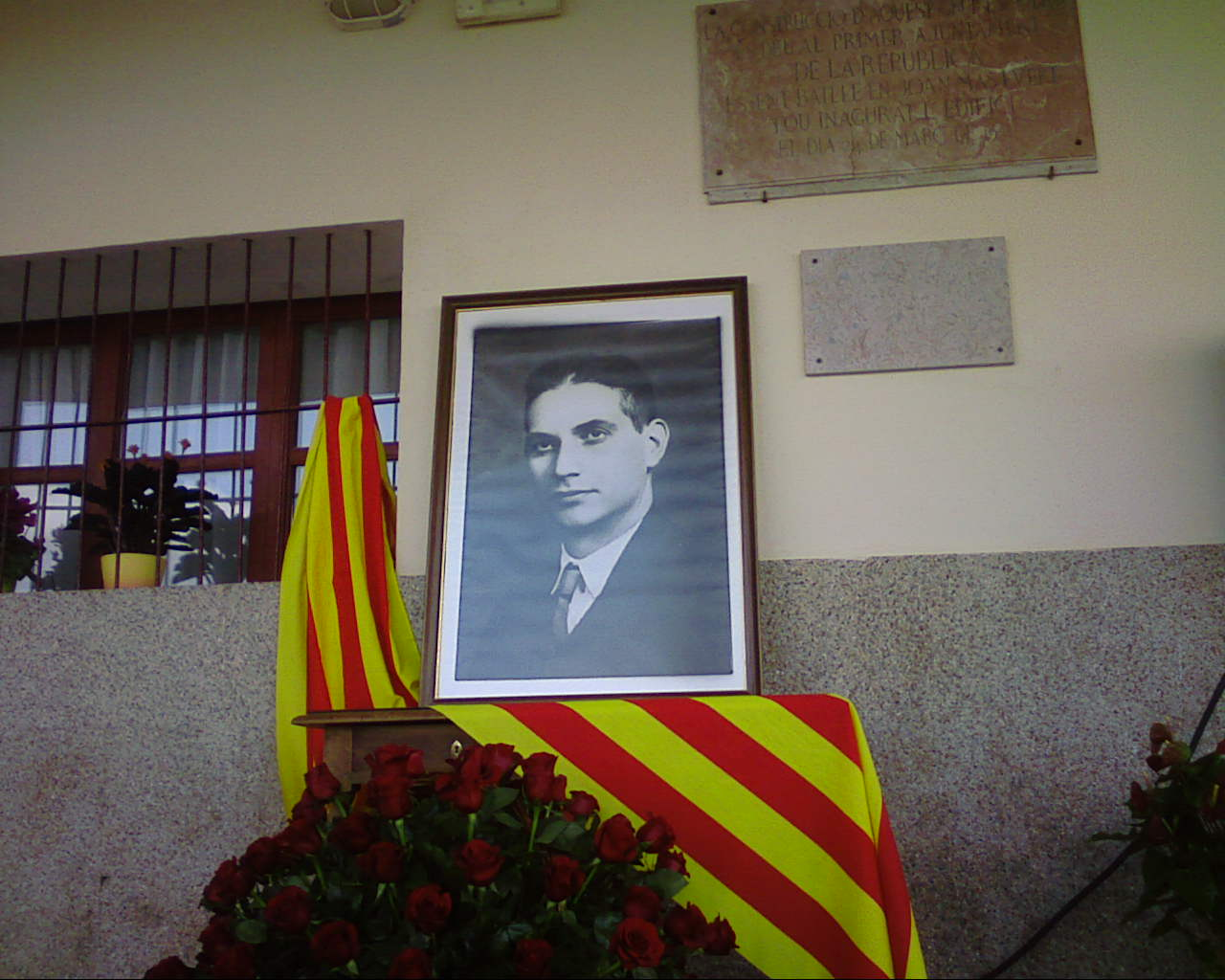
Joan Mas Verd (n. 1898)
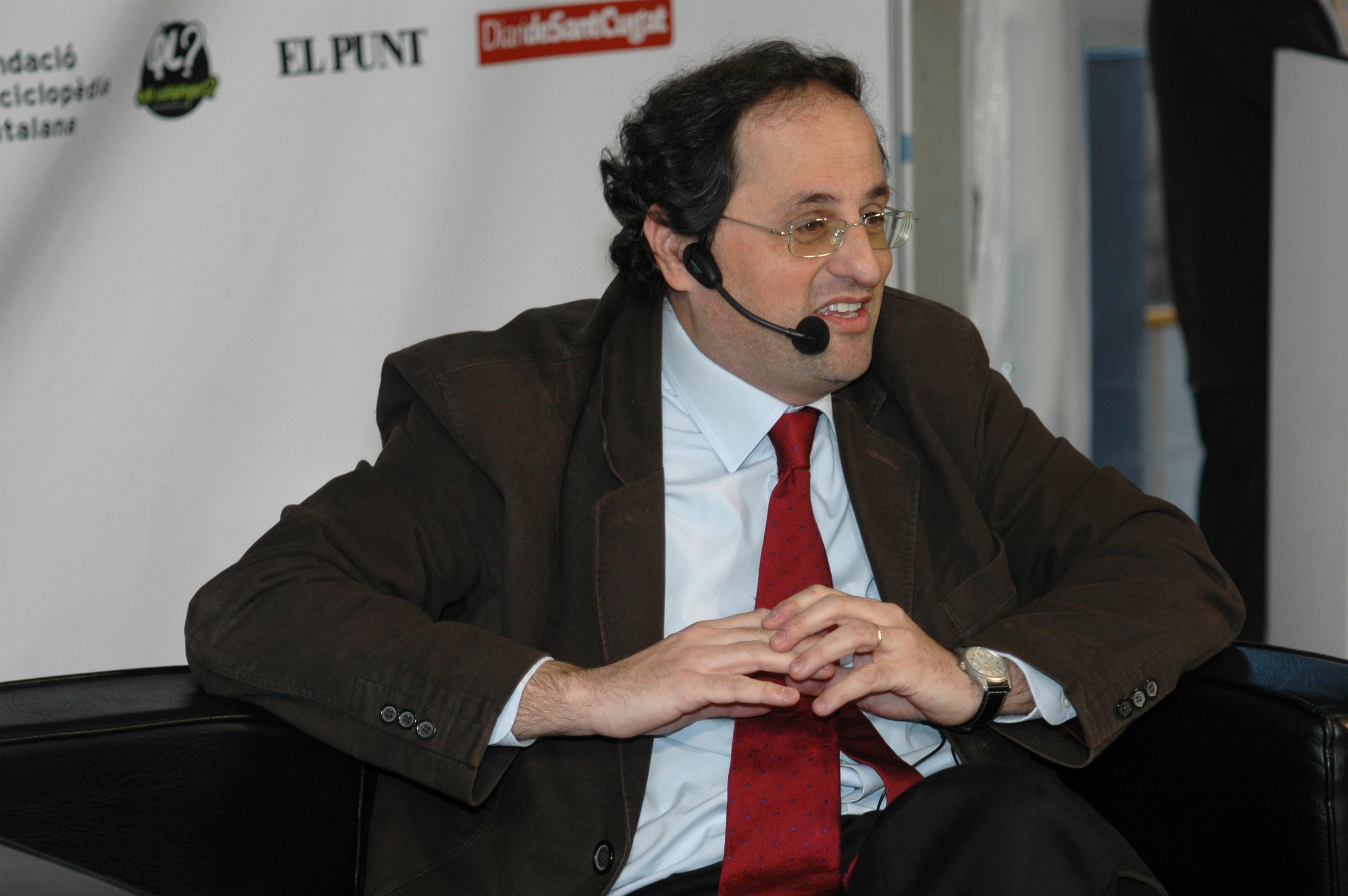
Quim Torra (n. 1962)

### Naixements
| A.   | Lloc                  | Personalitat                                                              | Categoria       |
| ---- | --------------------- | ------------------------------------------------------------------------- | --------------- |
| 833  | Xina                  | Emperador Yizong de Tang (833-873)                                        | política        |
| 1164 | Japó                  | Rokujō, 79é Emperador del Japó (1165-1168)                                | política        |
| 1550 | Ronda                 | Vicente Espinel, músic i poeta del segle d'or espanyol                    | literatura      |
| 1630 | Emden (Baixa Saxònia) | Ludolf Backhuysen, pintor de marines                                      | belles arts     |
| 1731 | Los Realejos          | José Viera y Clavijo, il·lustrat canari                                   | cultura         |
| 1740 | Wolfenbüttel          | Johann Schwanberg, compositor saxó                                        | música          |
| 1753 | Estocolm              | John Wikmanson, compositor suec                                           | música          |
| 1769 | Rennes                | Auguste Hilarion, comte de Kératry                                        | política        |
| 1783 | Viena                 | Wenzel Gallenberg, compositor austríac                                    | música          |
| 1805 | Saragossa             | Tomás Genovés y Lapetra, compositor d'òpera i sarsuela                    | música          |
| 1812 | Berlín                | Julius Rietz, compositor berlinés                                         | música          |
| 1819 | Palma                 | Joaquim Jovellar i Soler, President del Govern d'Espanya (1876)           | guerra          |
| 1841 | Barcelona             | Albert de Sicília Llanas i Castells, comediògraf i periodista satíric     | literatura      |
| 1842 | Verchères             | Calixa Lavallée, compositor de l'himne del Canadà                         | música          |
| 1845 | Olive                 | Homer Newton Bartelett, compositor novaiorqués                            | música          |
| 1851 | Torí                  | Francesco Tamagno, tenor dramàtic                                         | música          |
| 1852 | Santa Cruz            | Leonardo Torres Quevedo, inventor i esperantiste càntabre                 | cultura         |
| 1855 | Montevideo            | Juan Zorrilla de San Martín, escriptor i polític uruguaià                 | política        |
| 1856 | Staunton              | Woodrow Wilson, 28é President dels Estats Units                           | política        |
| 1865 | Lausana               | Félix Vallotton, pintor i gravador                                        | belles arts     |
| 1869 | Alcover               | Josep Aladern, escriptor i coeditor d'En Patufet i Occitània              | literatura      |
| 1870 | Shapwick              | Charles Bennett, atleta anglés                                            | esport          |
| 1872 | Sant Sebastià         | Pío Baroja y Nessi, escriptor de la Generació del 98                      | literatura      |
| 1878 | Nàpols                | Riccardo Tagliacozzo, violiniste napolità                                 | música          |
| 1880 | Còrdova               | José Guerra, president de la Diputació de Còrdova (1931)                  | política        |
| 1880 | Vinařice              | Rudolf Vohanka, compositor txec                                           | música          |
| 1883 | Cheyenne              | Lloyd Fredendall, general estatunidenc en la Segona Guerra Mundial        | guerra          |
| 1885 | Brea de Aragón        | Cayo Vela Marqueta, compositor aragonés                                   | música          |
| 1885 | Khàrkiv               | Vladímir Tatlin, fundador del Constructivisme                             | belles arts     |
| 1887 | Manlleu               | Manuel Vilà i Dalmau, poeta i autor de la Cançó dels Pelegrins            | literatura      |
| 1888 | Bielefeld             | F. W. Murnau, director de cinema alemany                                  | cinema          |
| 1890 | Alba                  | Roberto Longhi, historiador de l'art piemontés                            | belles arts     |
| 1894 | Riga                  | Hermanis Matisons, jugador d'escacs letó                                  | esport          |
| 1896 | Brooklyn              | Roger Sessions, compositor estatunidenc                                   | música          |
| 1897 | Podosinovski          | Ivan Kóniev, comandant militar soviètic                                   | guerra          |
| 1899 | Montuïri              | Joan Mas Verd, batle durant la Segona República Espanyola                 | política        |
| 1902 | Varsòvia              | Tomasz Stankiewicz, cicliste polonés                                      | esports         |
| 1903 | Budapest              | John von Neumann, precursor de la informàtica                             | ciència         |
| 1903 | Duquesne              | Earl Hines, pianiste afroamericà de jazz                                  | música          |
| 1904 | Iekaterinoslav        | Fanny Rosenfeld, atleta canadenca                                         | esports         |
| 1908 | Minneapolis           | Lew Ayres, cineasta estatunidenc                                          | cinema          |
| 1909 | Edimburg              | David Murray, pioner de la Formula 1                                      | esport          |
| 1909 | Iekaterinoslav        | Ievgueni Vutxètitx, escultor soviètic                                     | belles arts     |
| 1910 | Barcelona             | Manuel Capdevila i Massana, pintor i orfebre                              | belles arts     |
| 1913 | Doyet                 | Raymond Passat, cicliste alvernés                                         | esport          |
| 1916 | S. Jors de Maremne    | Guy Lapébie, cicliste gascó                                               | esport          |
| 1917 | S. Maria de Meià      | Sebastià Piera i Llobera, membre de l'Exèrcit Roig i del PSUC             | guerra          |
| 1919 | Esporles              | Manel Antoni Esteva i Corró, defensa mallorquí                            | futbol          |
| 1921 | Alger                 | Rouiched, actor còmic cabilià                                             | arts escèniques |
| 1922 | Manhattan             | Stan Lee, creador de còmics de superherois                                | còmics          |
| 1925 | Akokoro               | Milton Obote, ex president d'Uganda                                       | política        |
| 1925 | Figueres              | Josep Fajol Mercader, alcalde de Figueres (1979)                          | política        |
| 1925 | Kopstal               | Willy Kemp, cicliste luxemburgués                                         | esport          |
| 1928 | Cuenca                | Patricio Cueva Jaramillo, periodiste i pintor                             | cultura         |
| 1928 | el Guinardó           | Màrius Sampere i Passarell, poeta barceloní                               | literatura      |
| 1931 | París                 | Guy Debord, autor de La societat de l'espectacle                          | literatura      |
| 1934 | Ilford                | Maggie Smith, actriu anglesa (Orde de l'Imperi Britànic)                  | cinema          |
| 1939 | Alingsås              | Conny Andersson, pilot suec de Formula 1                                  | esport          |
| 1939 | Arcisate              | Giuseppe Fezzardi, cicliste llombard                                      | ciclisme        |
| 1941 | Oostrozebeke          | Georges Vandenberghe, cicliste flamenc                                    | ciclisme        |
| 1942 | Artesa de Lleida      | Salvador Jové i Peres, eurodiputat català (1994-2004)                     | política        |
| 1942 | Badalona              | Julià de Jòdar i Muñoz, escriptor                                         | literatura      |
| 1942 | Heusden-Zolder        | Roger Swerts, cicliste limburgués                                         | ciclisme        |
| 1943 | Lima                  | Juan Luis Cipriani, cardenal peruà                                        | religió         |
| 1943 | Oviedo                | Agustín Marina Pérez, alcalde de Castelldefels (1979-2002) pel PSC        | política        |
| 1944 | Lenoir                | Kary Banks Mullis, Premi Nobel de Química                                 | ciència         |
| 1946 | Amagon                | Mike Beebe, governador d'Arkansas (Partit Demòcrata)                      | política        |
| 1947 | Buenos Aires          | Miguel Quinteros, Gran Mestre Internacional                               | escacs          |
| 1950 | Filadèlfia            | Hugh McDonald, baixiste de Bon Jovi i altres artistes                     | música          |
| 1950 | Silsden               | Martin Lampkin, pilot de trial                                            | esport          |
| 1953 | París                 | Richard Clayderman, pianiste de música lleugera                           | música          |
| 1954 | Mount Vernon          | Denzel Washington, actor afroamericà                                      | cinema          |
| 1955 | Changchun             | Liu Xiaobo, Premi Nobel de la Pau (2010)                                  | política        |
| 1955 | Intà                  | Aleksandras Abišala, ex Primer Ministre lituà (1992)                      | política        |
| 1956 | Barcelona             | Miguel Noguer Castellví, metge i campió de vela                           | esports         |
| 1957 | Figueres              | Joan Ribera Díaz, pedagog                                                 | educació        |
| 1957 | Sevilla               | Javier Arenas Bocanegra, polític andalús (PP)                             | política        |
| 1958 | Mascara               | Lakhdar Belloumi, futboliste algerià                                      | futbol          |
| 1958 | Singapur              | Terry Butcher, entrenador de la lliga escocesa de futbol                  | futbol          |
| 1958 | Bagneaux              | Gilles Leroy, escriptor francès, Premi Goncourt 2007                      | literatura      |
| 1959 | Krineholm             | Tomas Gustafson, campió de patinatge de velocitat sobre gel               | esport          |
| 1959 | Madrid                | Ana Torroja, cantant i ex membre de Mecano                                | música          |
| 1959 | Viena                 | Stefan Kindermann, Gran Mestre Internacional                              | escacs          |
| 1960 | Shizuoka              | Shinichi Morishita, porter japonés                                        | futbol          |
| 1962 | Blanes                | Quim Torra, editor, escriptor, i President de la Generalitat de Catalunya | literatura      |
| 1962 | Las Anod              | Abdi Bile, atleta somali                                                  | esport          |
| 1963 | Aberdâr               | Simon Thomas, polític gal·lés (Plaid Cymru)                               | política        |
| 1963 | Agen                  | Béatrice Uria-Monzon, mezzosoprano gascona                                | música          |
| 1963 | Zulueta               | Eugenio Bustingorri Oiz, futboliste navarrés                              | futbol          |
| 1965 | Mie                   | Kazuo Echigo, centrecampiste japonés                                      | futbol          |
| 1965 | Wolverhampton         | Goldie, compositor i discjòquei de música electrònica                     | música          |
| 1966 | La Orotava            | Isidro García García, defensa canari                                      | futbol          |
| 1966 | Perusa                | Giulia Gam, actriu brasilera                                              | televsió        |
| 1968 | Vejle                 | Brian Steen Nielsen, centrecampiste danés                                 | futbol          |
| 1969 | Hèlsinki              | Linus Torvalds, informàtic creador del nucli Linux                        | informàtica     |
| 1969 | Lima                  | Juan Reynoso, futboliste peruà                                            | futbol          |
| 1971 | les Franqueses        | Sergi Barjuan i Esclusa, futbolista de la Primera Divisió                 | futbol          |
| 1972 | Sevilla               | Antonio José González Santos, futboliste andalús                          | futbol          |
| 1972 | Mount Isa             | Patrick Rafter, teniste australià                                         | esport          |
| 1974 | Sint-Niklaas          | Glenn d'Hollander, cicliste flamenc                                       | ciclisme        |
| 1975 | Nagoya                | Kazusa Murai, dobladora japonesa                                          | audiovisual     |
| 1978 | Donetsk               | Ievgueni Miroixnitxenko, Gran Mestre Internacional                        | escacs          |
| 1978 | Sevilla               | Alejandro Campano Hernando, futboliste andalús                            | futbol          |
| 1979 | Buenos Aires          | Daniel Gastón Montenegro, futboliste argentí                              | futbol          |
| 1979 | Frankfurt             | Senna Guemmour, cantant pop                                               | música          |
| 1979 | Hudiksvall            | Noomi Rapace, actriu sueca (Lisbeth Salander)                             | cinema          |
| 1979 | São Luís              | Rafael Leitão, Gran Mestre Internacional                                  | escacs          |
| 1979 | Yonkers               | James Blake, teniste afroamericà                                          | esport          |
| 1980 | Romania               | Mircea Pârligras, Gran Mestre Internacional                               | escacs          |
| 1981 | Maasluis              | Khalid Boulahrouz, defensa d'origen amazic                                | futbol          |
| 1981 | Nova York             | Sienna Miller, actriu i dissenyadora de moda                              | cinema          |
| 1982 | França                | Jennifer Decker, actriu (Flyboys: Herois de l'aire)                       | cinema          |
| 1983 | Barcelona             | Albert Riera Vidal, centrecampista en la lliga australiana de futbol      | futbol          |
| 1983 | Pinilla               | Álvaro Antón Camarero, futboliste de Primera Divisió                      | futbol          |
| 1984 | Kinshasa              | Leroy Halirou Lita, futboliste de la Football League Championship         | futbol          |
| 1984 | Neftekamsk            | Denís Khismatul·lin, Gran Mestre Internacional                            | escacs          |
| 1985 | Nova Orleans          | Taryn Terrell, lluitadora professional                                    | esport          |
| 1986 | Nottingham            | Tom Huddlestone, futboliste de la FA Premier League                       | futbol          |
| 1990 | Madrid                | Marcos Alonso Mendoza, lateral esquerre                                   | futbol          |

| M.   | Nom i llinatges                         | Activitat              | Origen        | E   |
| ---- | --------------------------------------- | ---------------------- | ------------- | --- |
| 1932 | Manuel Ainaud i Sánchez                 | dibuixant              | barceloní     | 47  |
| 2018 | Moncho Calabuch                         | cantant                | barceloní     | 78  |
| 1957 | Lluís de Lassaletta i Delclós           | explorador             | barceloní     | 36  |
| 1446 | Climent VIII de Peníscola               | antipapa               | terolenc      | 76  |
| 1887 | Josep Estartús i Aiguabella             | militar carlí          | basenc        | 76  |
| 1931 | Joan Ferrer Miró                        | pintor costumiste      | vilanoví      | 81  |
| 1934 | Pau Gargallo i Catalán                  | escultor               | maellà        | 53  |
| 2009 | Joan Monleon Novejarque                 | artiste escènic        | valentí       | 83  |
| 1578 | Montserrat Poch                         | bandoler               | vallbonenc    | 50  |
| 1903 | Enriqueta Rodon i Asencio               | monja                  | barcelonina   | 40  |
| 1952 | Carme Sala i Bigas                      | monja                  | tonenca       | 32  |
| 1758 | Lluís Serra                             | compositor             | barceloní     | 78  |
| 2012 | Joaquim Soms i Janer                    | sardaniste             | pinedenc      | 98  |
| 2017 | Lluís Virgili i Farrà                   | director               | manresà       | 92  |
| 2008 | Quentin C. Aanenson                     | pilot de guerra        | estatunidenc  | 87  |
| 1706 | Pierre Bayle                            | filòsof                | occità        | 59  |
| 1736 | Antonio Caldara                         | compositor operístic   | venecià       | 66  |
| 1936 | John Cornford                           | poeta                  | anglés        | 104 |
| 2019 | Mirko Crepaldi                          | cicliste               | vènet         | 47  |
| 1902 | Hieronim Czarnowski                     | escaquiste             | varsovià      | 68  |
| 1945 | Theodore Dreiser                        | escriptor              | estatunidenc  | 74  |
| 1218 | Robert II de Dreux                      | comte                  | normand       | 64  |
| 1947 | Víctor Manuel III d'Itàlia              | monarca                | napolità      | 78  |
| 863  | Abu-Ibrahim Àhmad (أبو إبراهيم أحمد)    | emir                   | aglàbida      | 28  |
| 1694 | Maria II d'Anglaterra i d'Escòcia       | monarca                | londinenca    | 32  |
| 1800 | Jordi XII de Kartli (გიორგი XII)        | monarca                | georgià       | 54  |
| 1837 | Gaspare del Bufalo                      | sacerdot               | romà          | 51  |
| 1656 | Laurent de La Hyre                      | pintor barroc          | parisenc      | 50  |
| 821  | Leidrat de Lió                          | bisbe                  | francó        | 78  |
| 1622 | Francesc de Sales                       | teòleg                 | savoià        | 55  |
| 1728 | Anna Sofia de Saxònia-Gotha-Altenburg   | princesa               | saxona        | 58  |
| 1491 | Bertoldo di Giovanni                    | escultor renaixentiste | florentí      | 56  |
| 1406 | Maria de Luna                           | reina consort          | aragonesa     | 53  |
| 1503 | Pere II de Mèdici l'Infortunat          | senyor                 | florentí      | 31  |
| 1975 | Antonio Ferri                           | enginyer aeronàutic    | italià        | 63  |
| 1558 | Hermann Finck                           | compositor             | saxó          | 31  |
| 1847 | Sayaji Rao II Gaikwar                   | maharajà               | indi          | 47  |
| 2017 | Sue Grafton                             | escriptora             | estatunidenca | 77  |
| 1963 | Paul Hindemith                          | compositor             | alemany       | 68  |
| 1925 | Serguei Iessenin (Серге́й Есе́нин)        | poeta líric            | rus           | 30  |
| 1932 | Léon Jaussely                           | urbaniste              | tolosà        | 57  |
| 2017 | Divi Kervella                           | traductor al bretó     | parisenc      | 60  |
| 2015 | Lemmy Kilmister                         | músic de rock          | anglés        | 70  |
| 1870 | Aleksei Lvov (Алексе́й Львов)            | compositor             | estonià       | 72  |
| 2021 | John Madden                             | periodiste deportiu    | estatunidenc  | 85  |
| 2019 | Thanos Mikrútsikos (Θάνος Μικρούτσικος) | compositor             | grec          | 72  |
| 2018 | Amos Oz                                 | escriptor              | israelià      | 79  |
| 1708 | Joseph Pitton de Tournefort             | botànic                | provençal     | 52  |
| 1937 | Maurice Ravel                           | compositor             | basc          | 62  |
| 1734 | Rob Roy                                 | heroi popular          | escocés       | 63  |
| 2018 | Shehu Shagari                           | ex president           | nigerià       | 93  |
| 1971 | Max Steiner                             | compositor de cine     | vienés        | 83  |
| 1983 | Dennis Wilson                           | músic de pop           | californià    | 39  |
| 1367 | Ashikaga Yoshiakira (足利 義詮)         | shōgun                 | japonés       | 37  |

Països Catalans

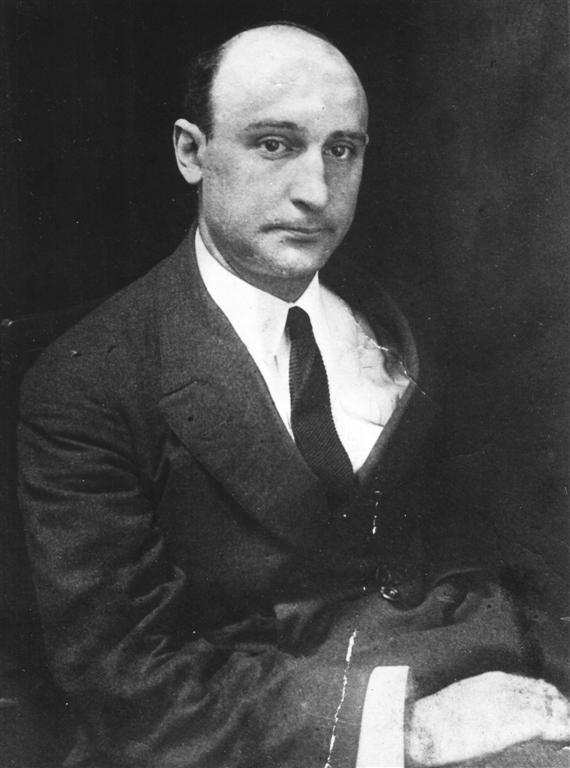
M. Ainaud (m. 1932)
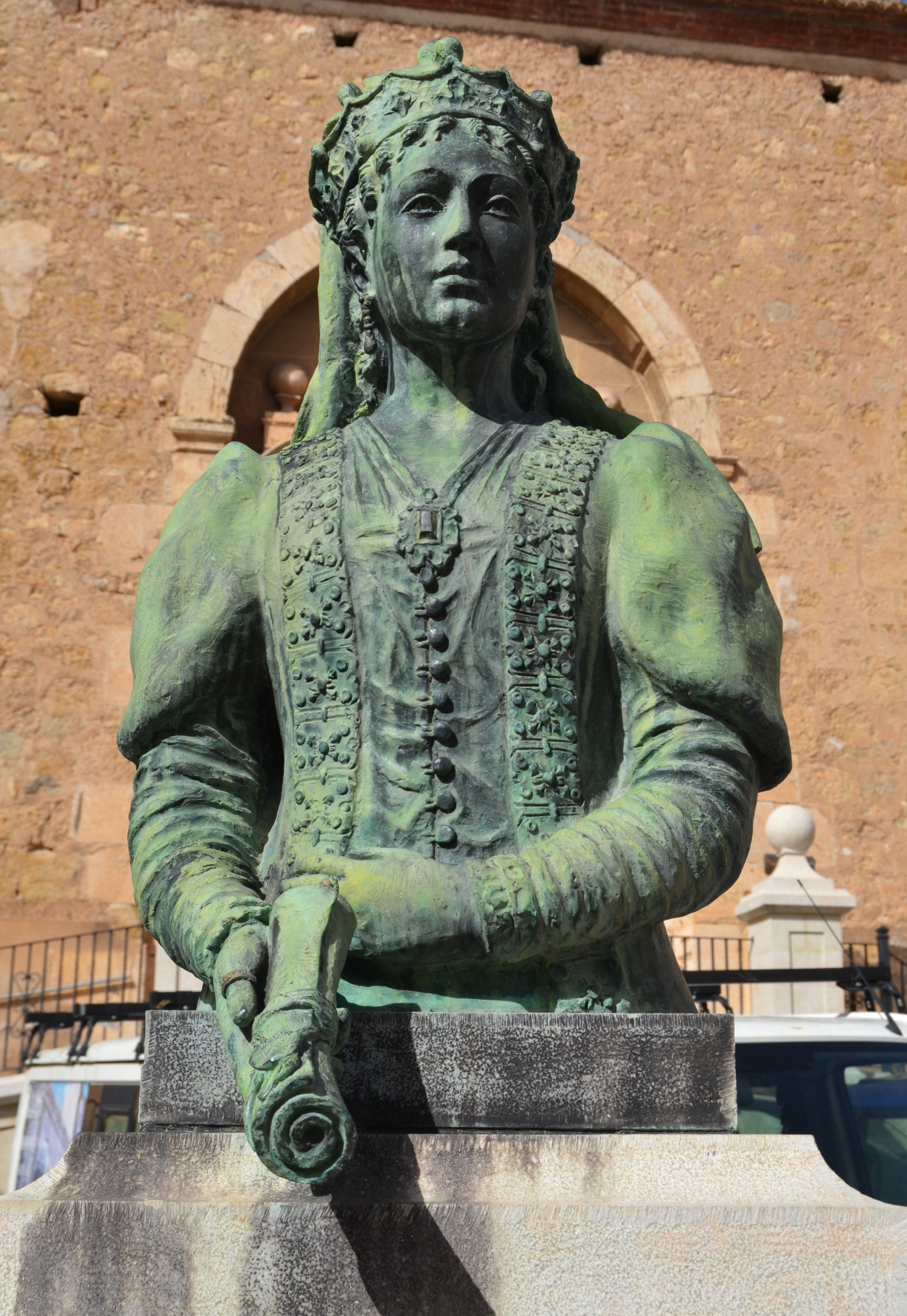
M. de Luna (m. 1406)
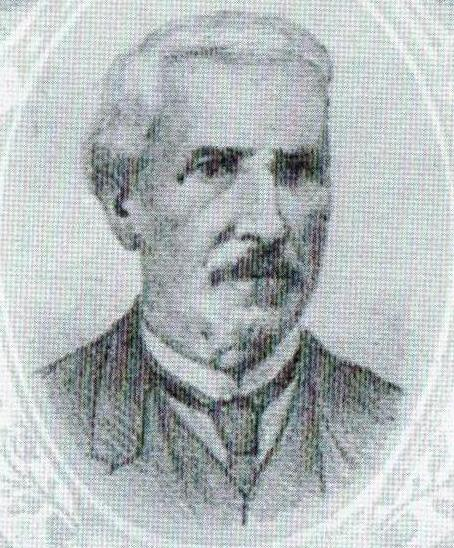
1811  Josep Estartús
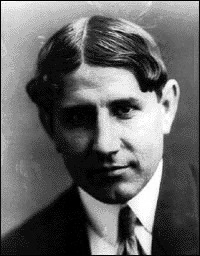
Pau Gargallo (m. 1934)
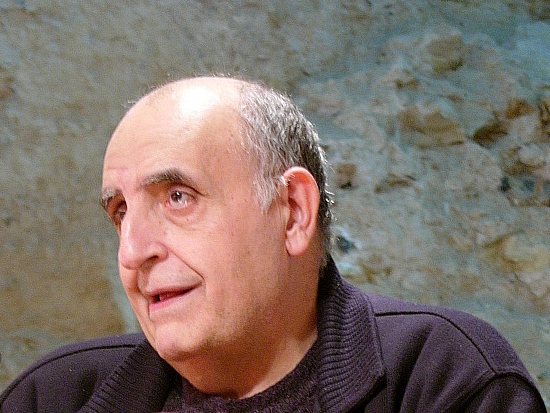
Joan Monleon (m. 2009)
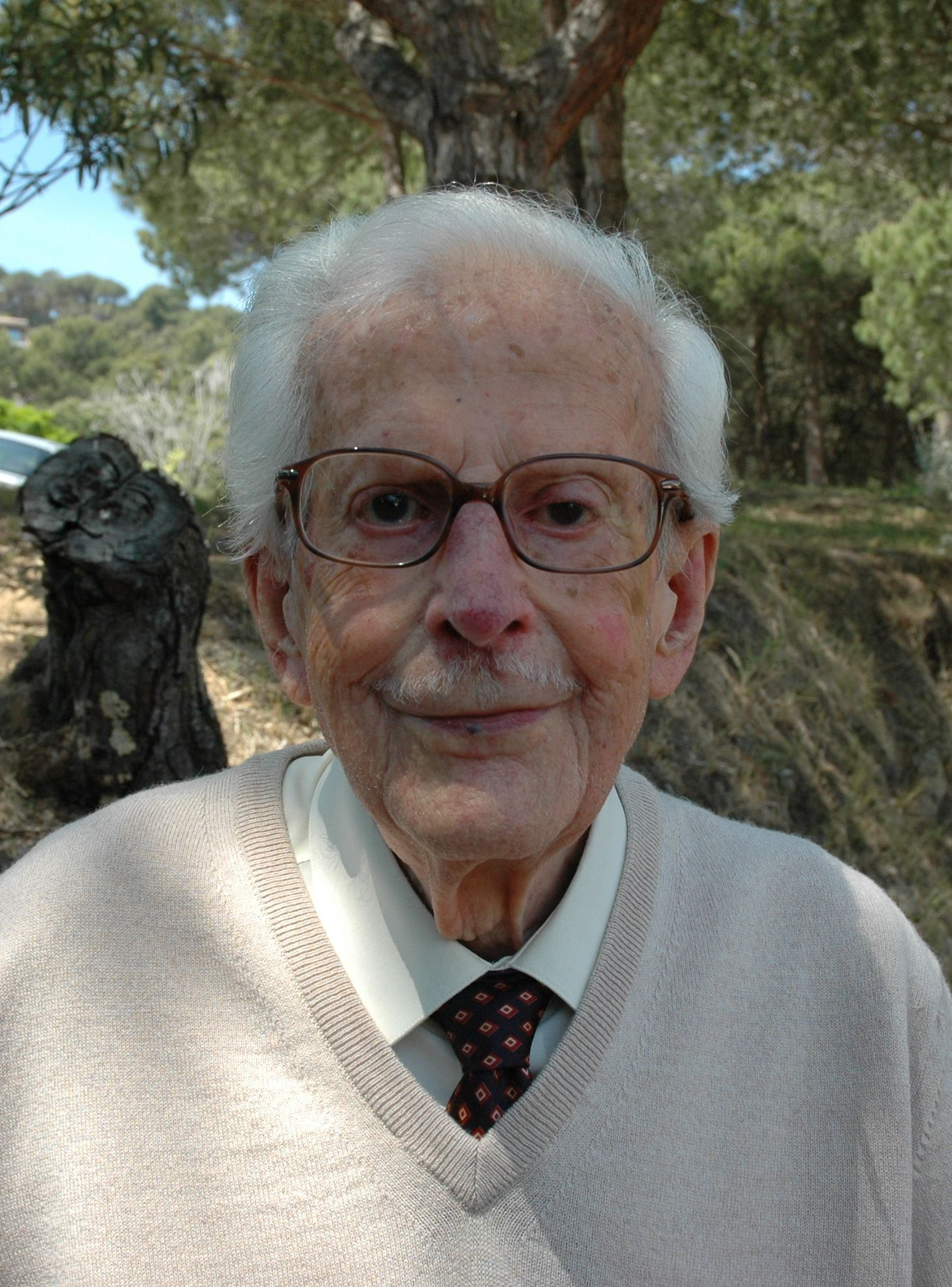
J. Soms (m. 2012)
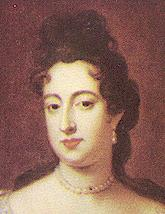
Maria II (m. 1694)
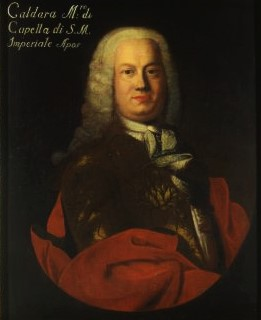
1736  Antonio Caldara (compositor)
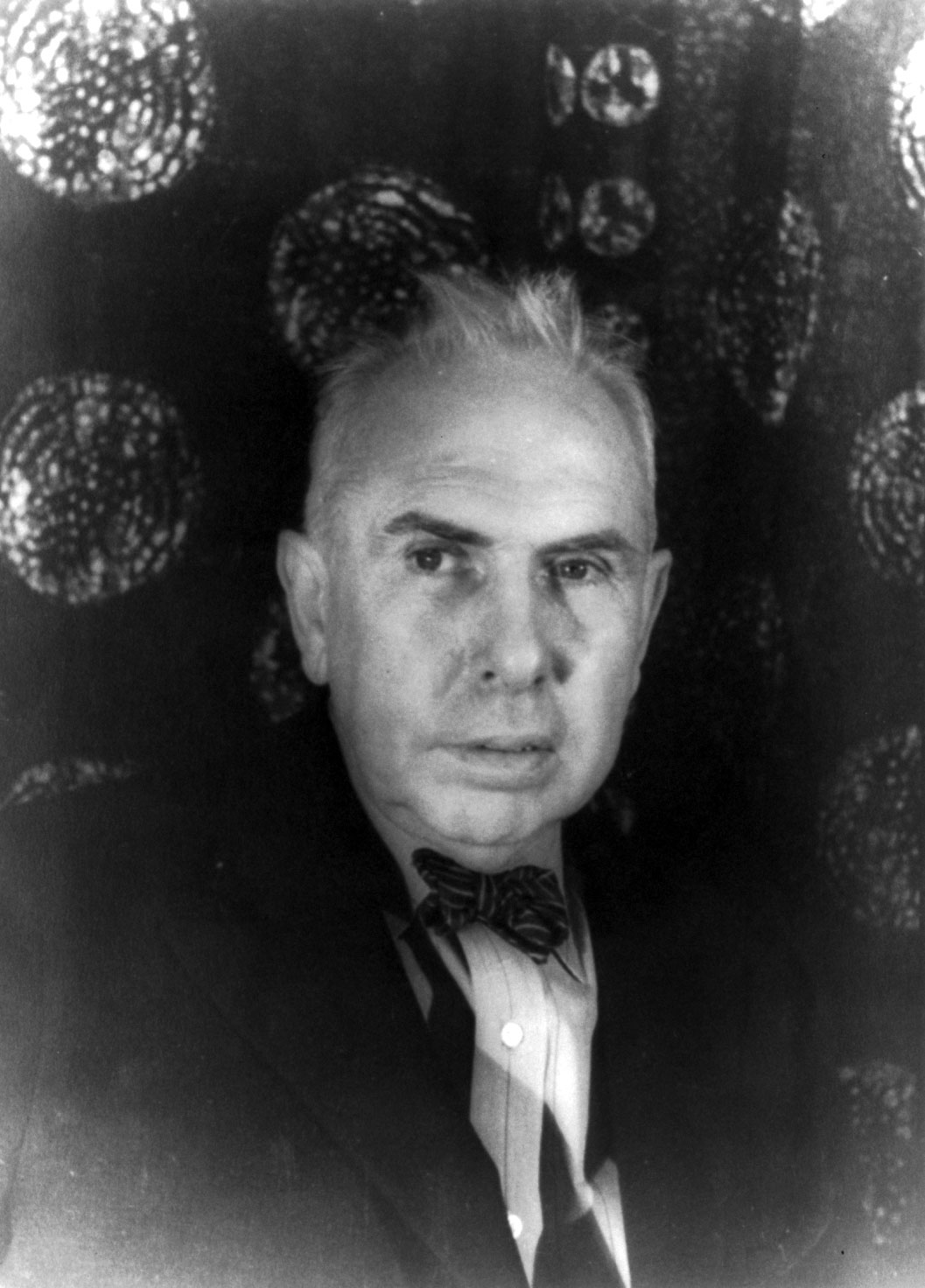
T. Dreiser (m. 1945)
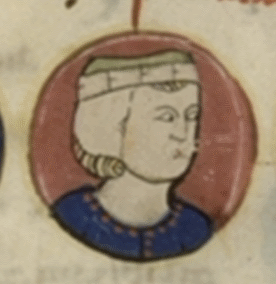
Robert II (m. 1218)
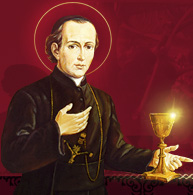
G. del Bufalo (m. 1837)
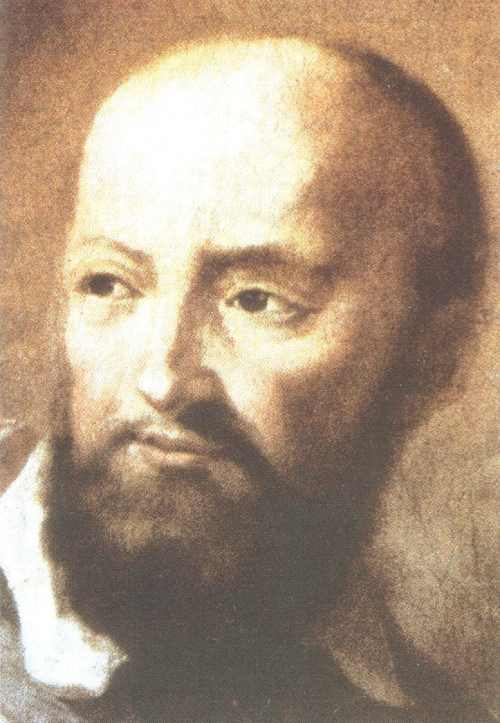
F. de Sales (m. 1622)
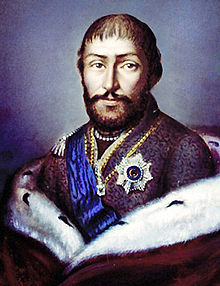
Jordi XII (m. 1800)
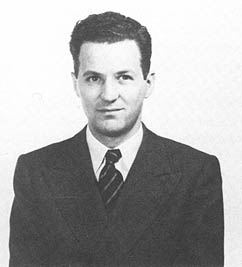
A. Ferri (n. 1912)
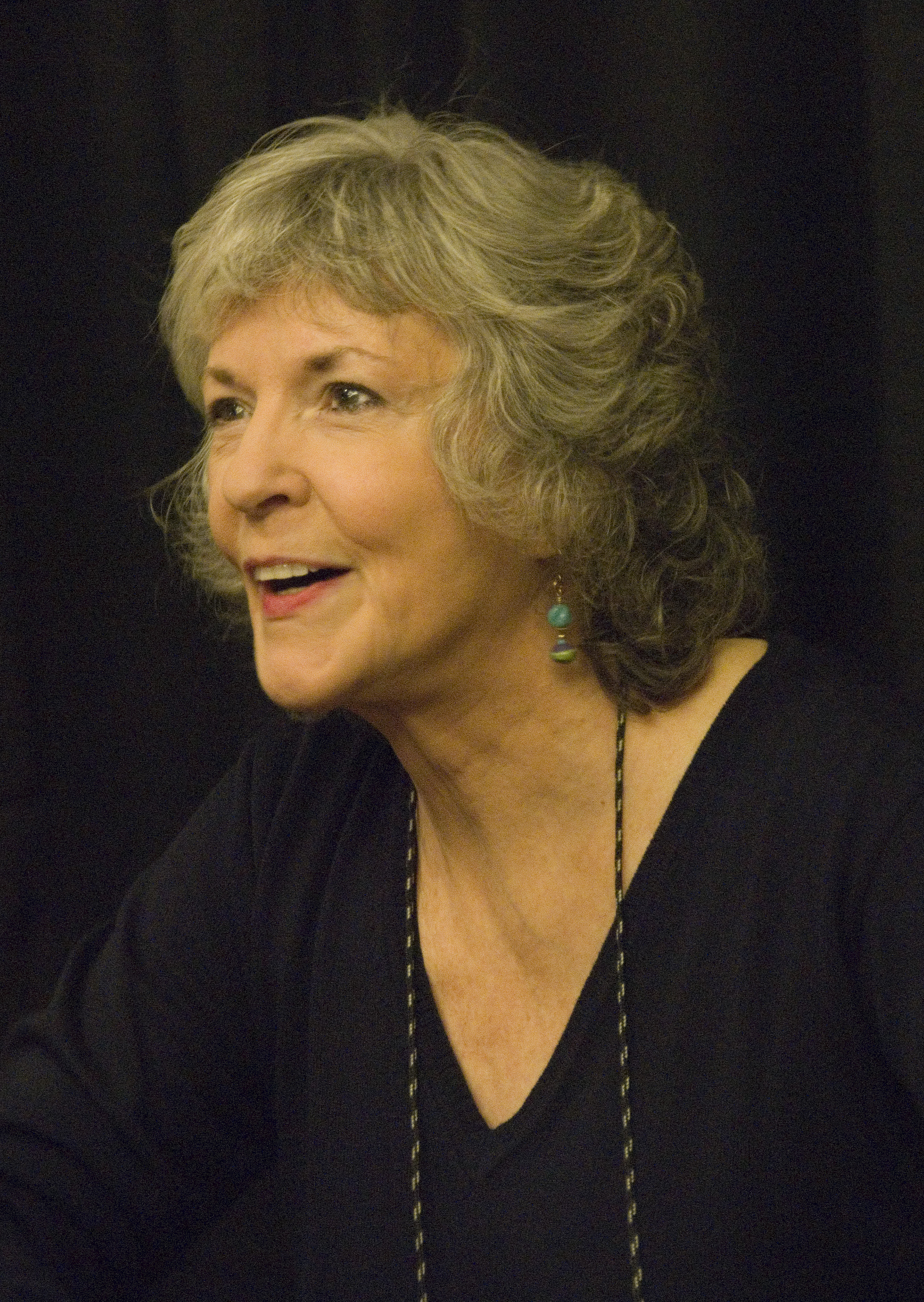
Sue Grafton (m. 2017)
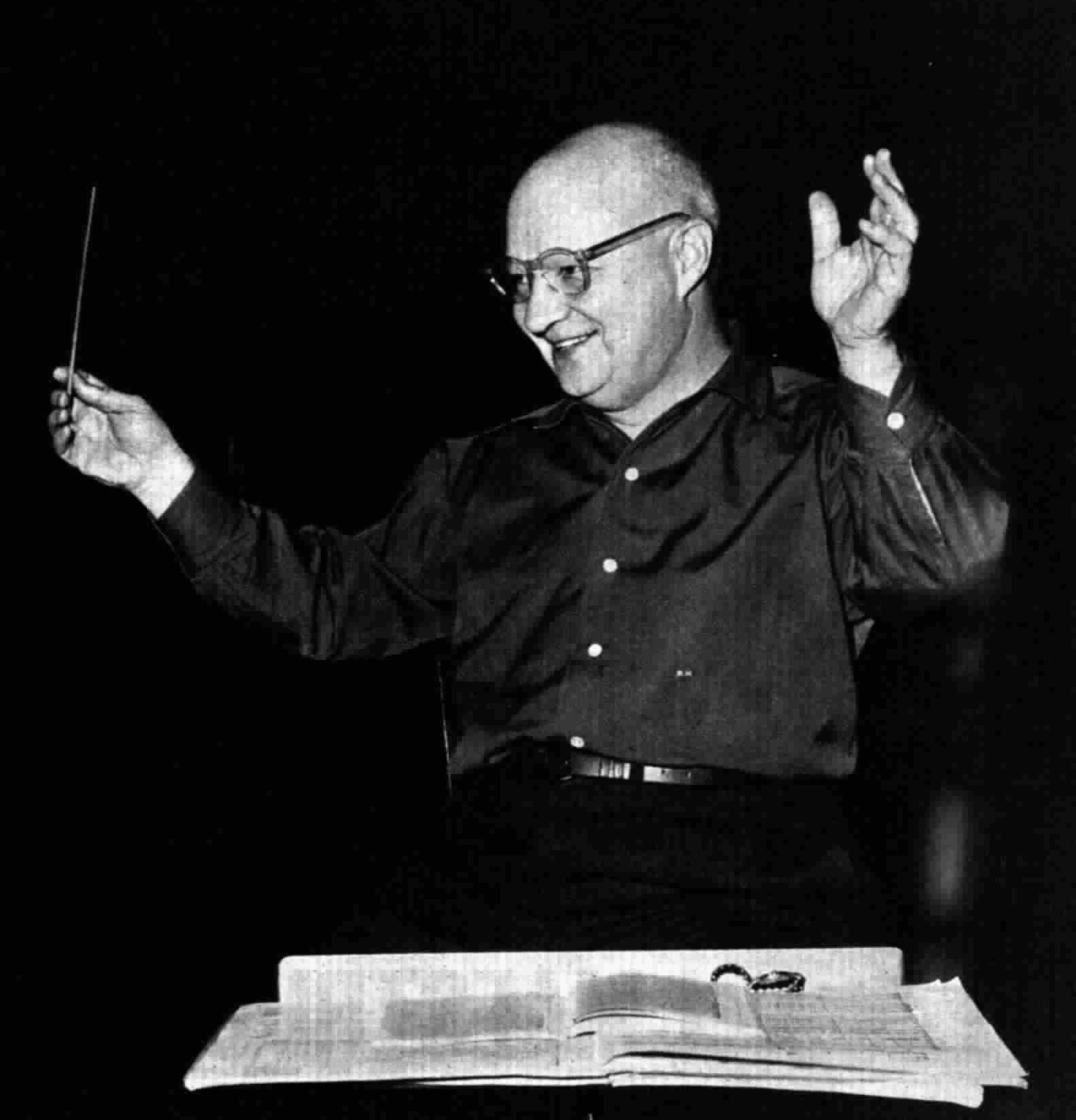
P. Hindemith (m. 1963)
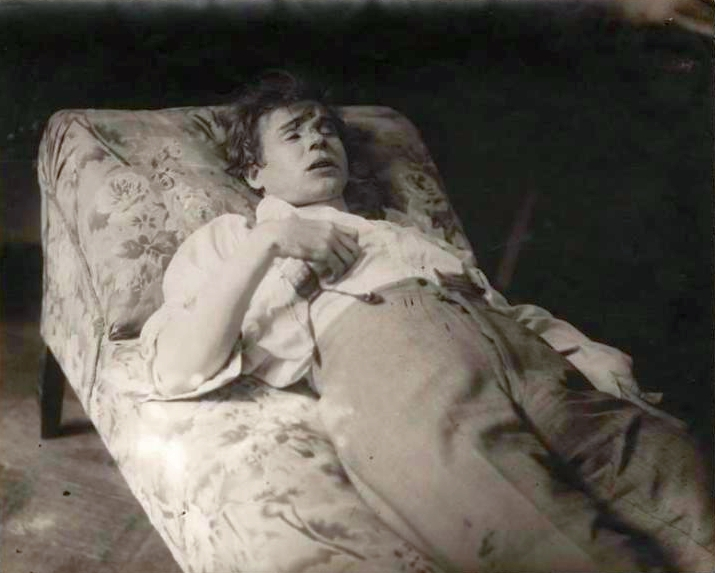
S. Iessenin (m. 1925)
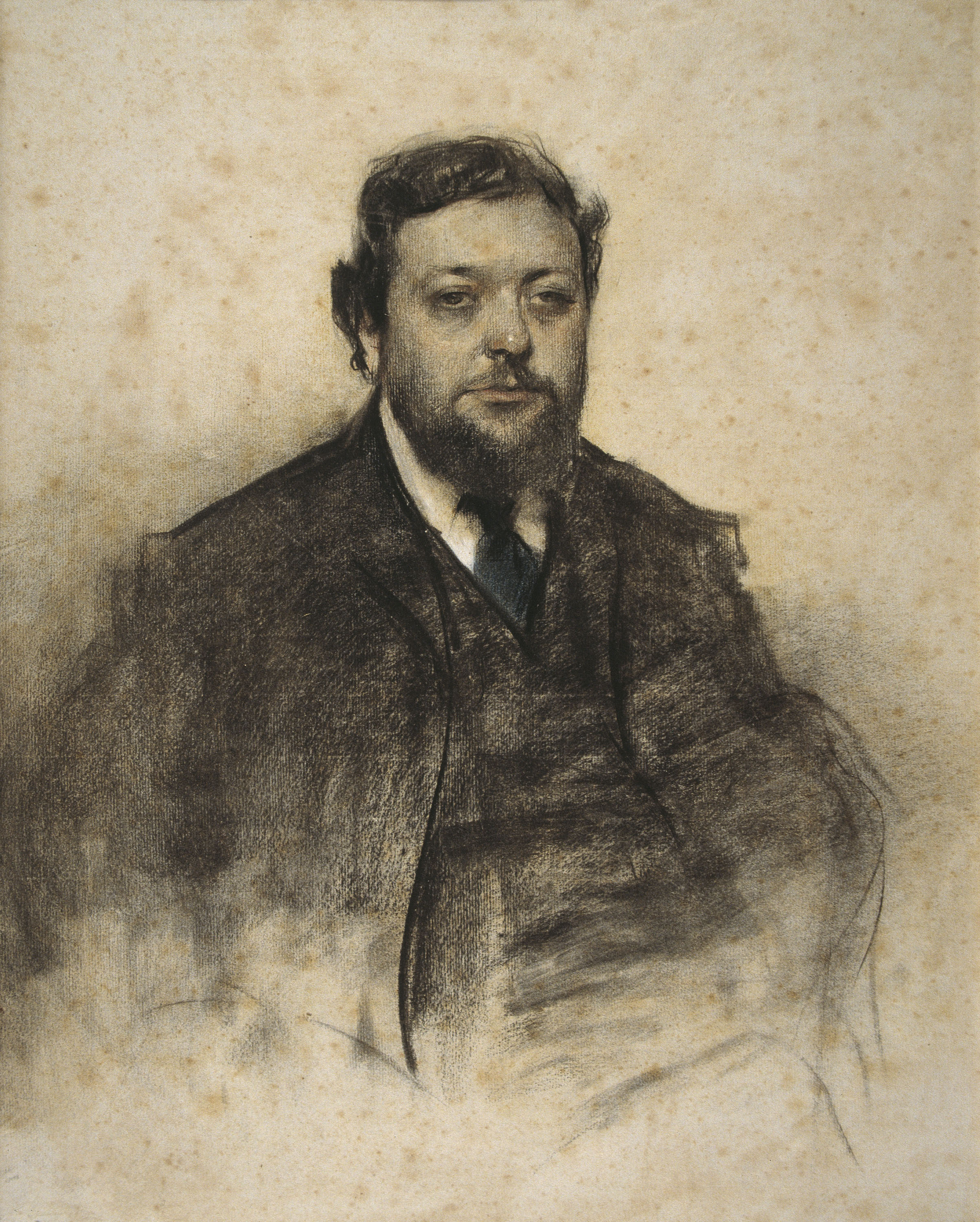
Léon Jaussely (m. 1932)
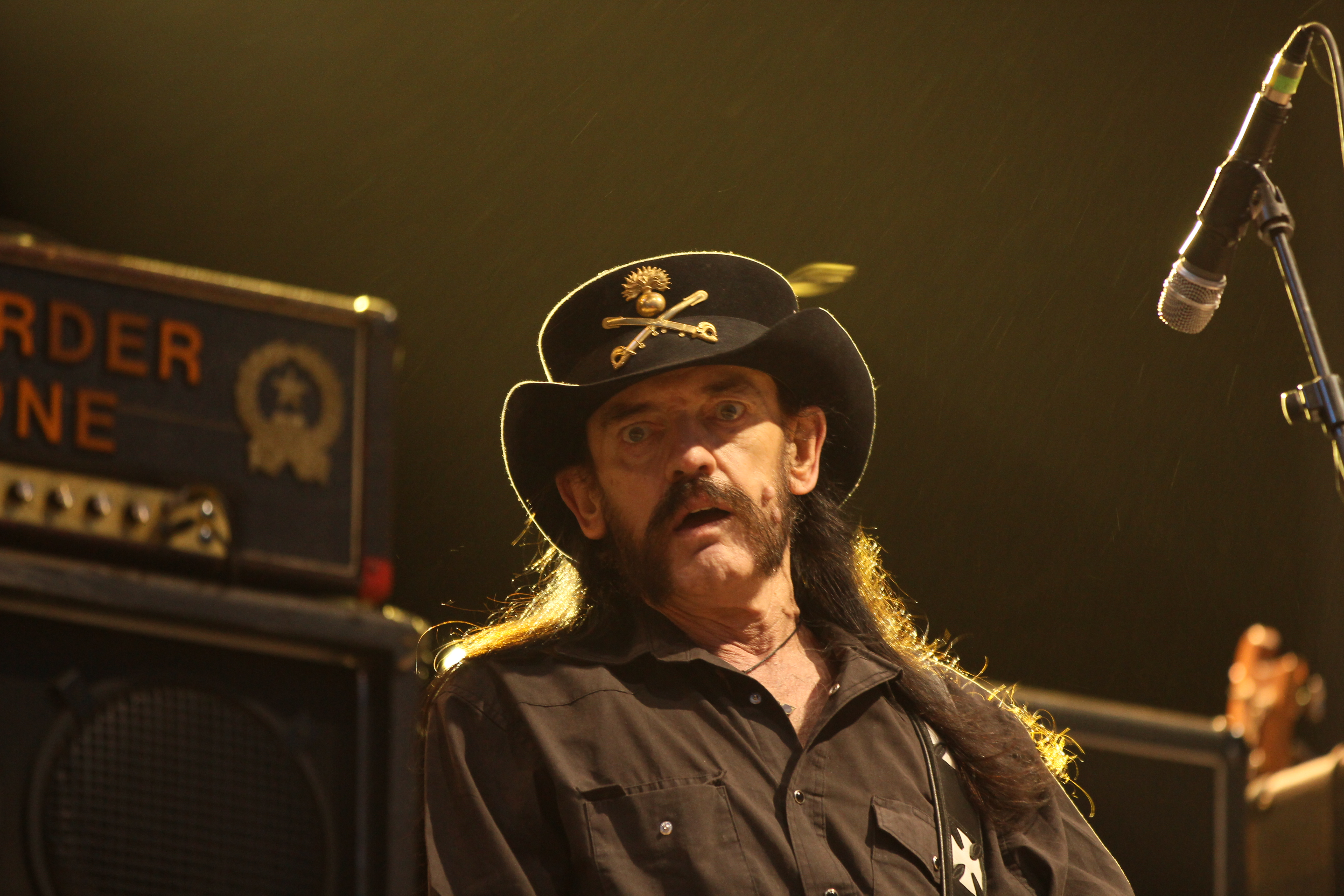
Lemmy (m. 2015)
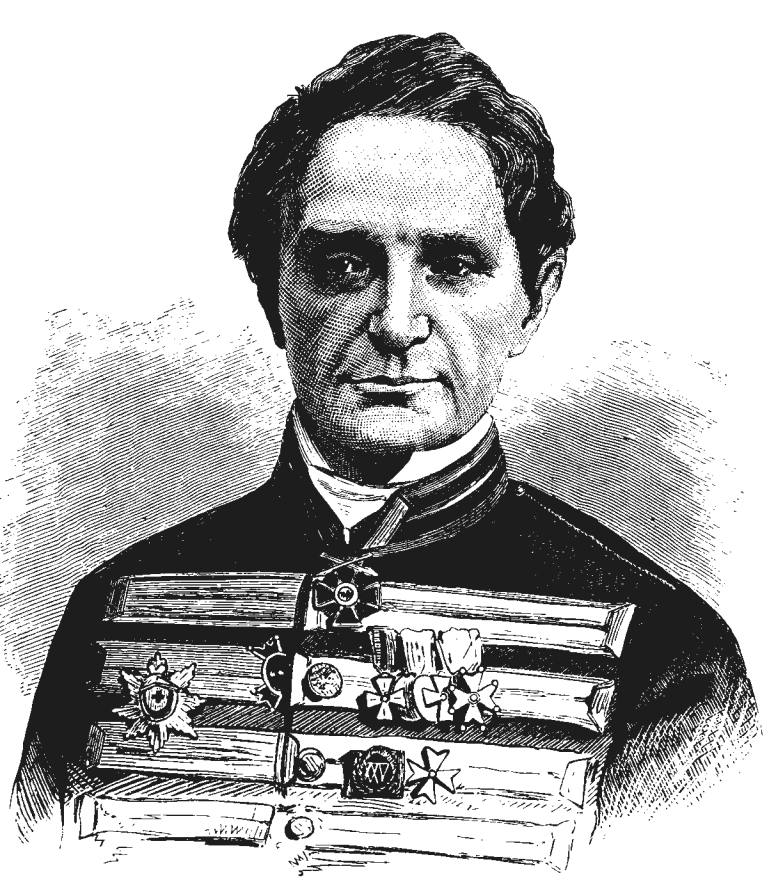
Aleksei Lvov
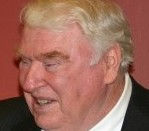
2021  John Madden
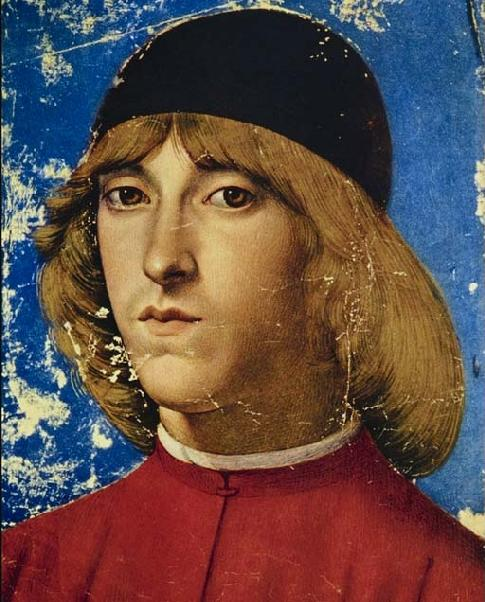
Pere II Mèdici (n. 1472)
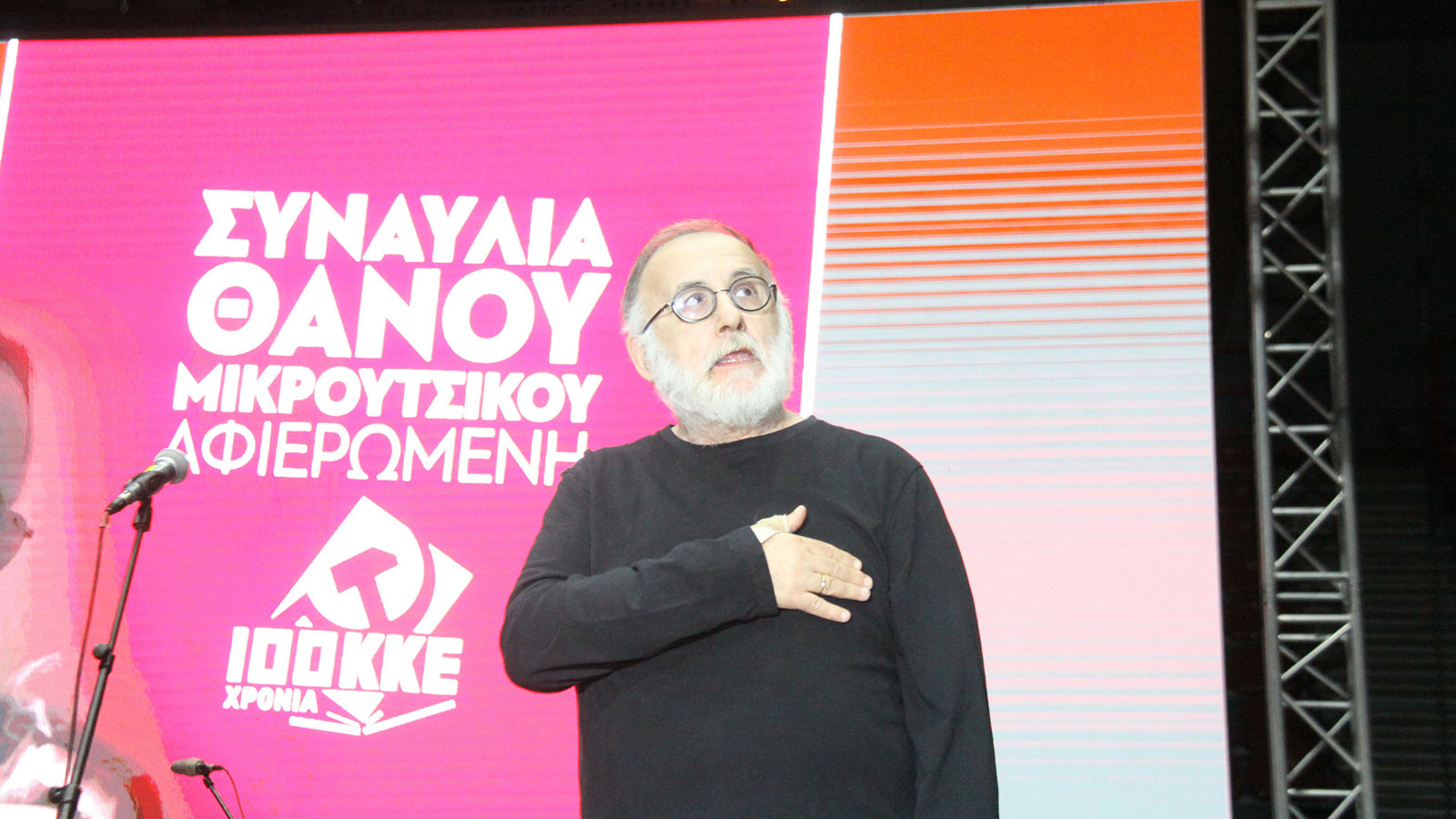
T. Mikrútsikos (m. 2019)
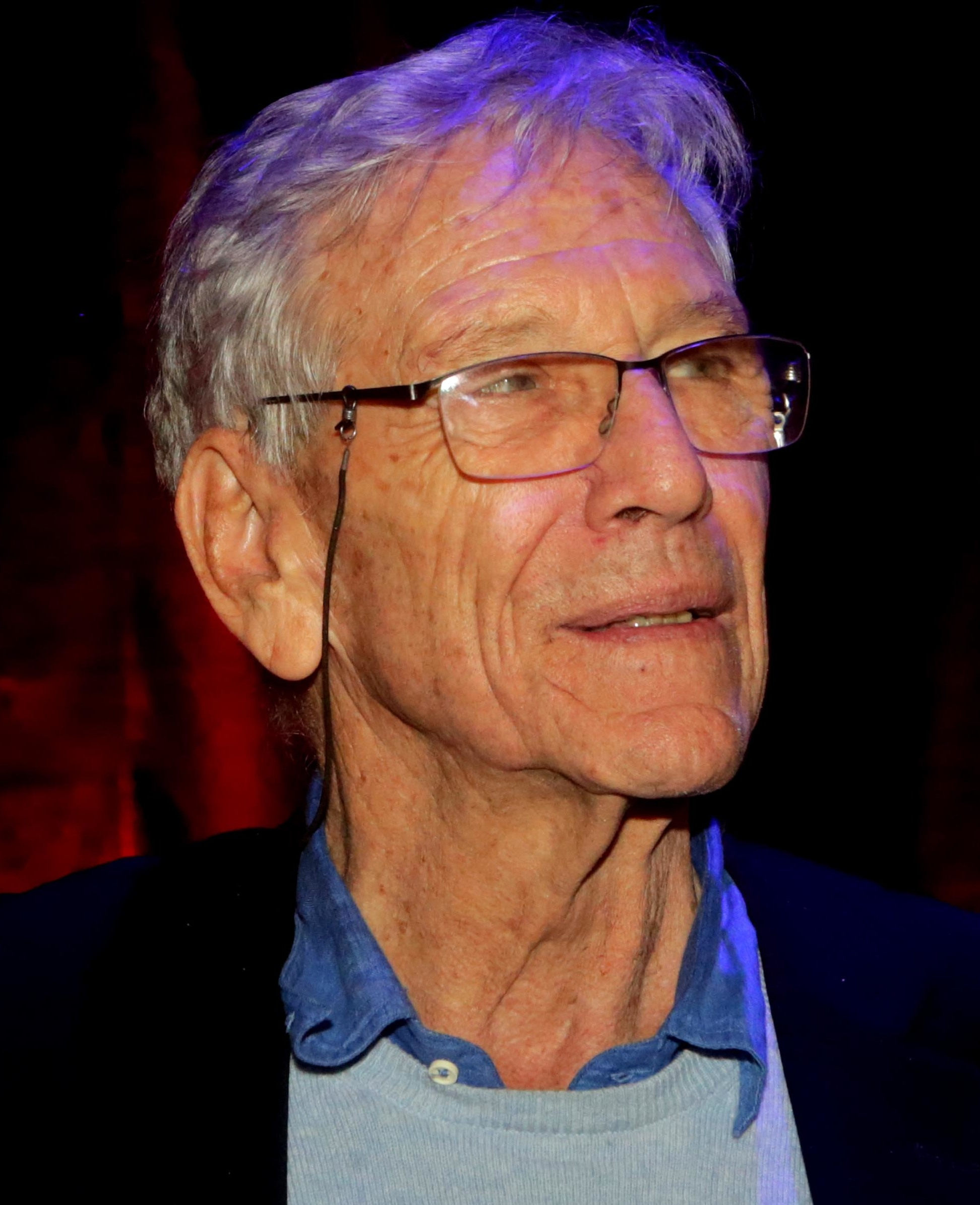
Amos Oz (m. 2018)
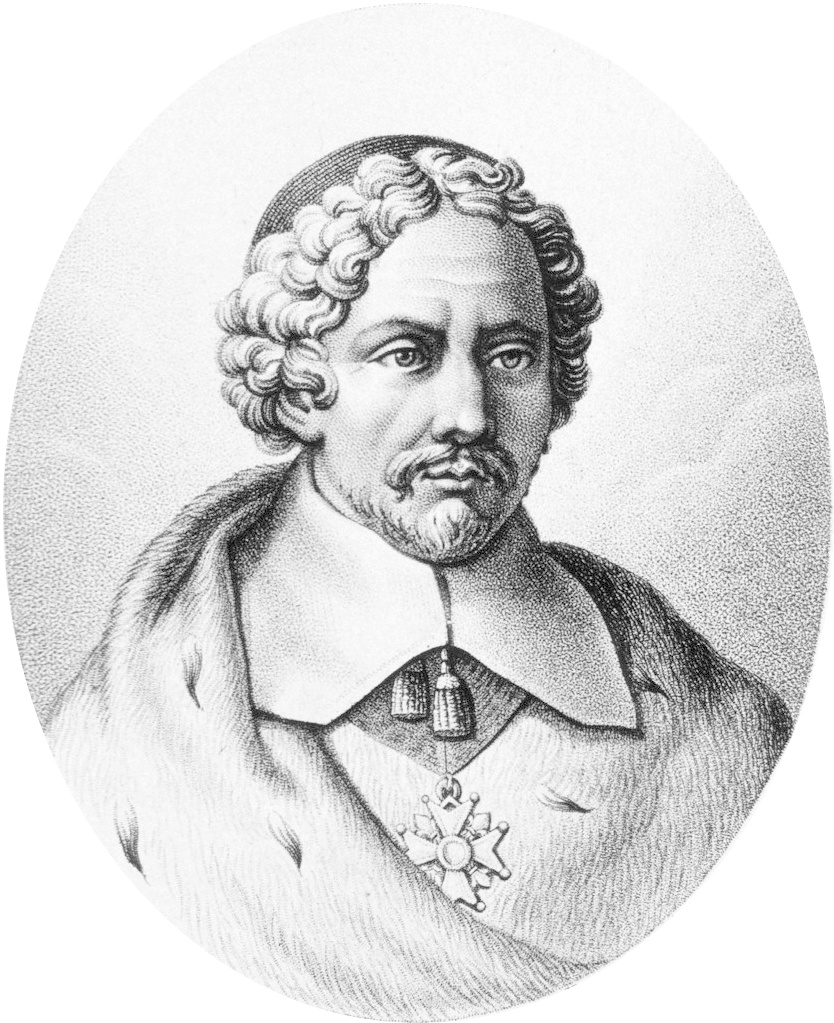
Pitton de T. (m. 1708)
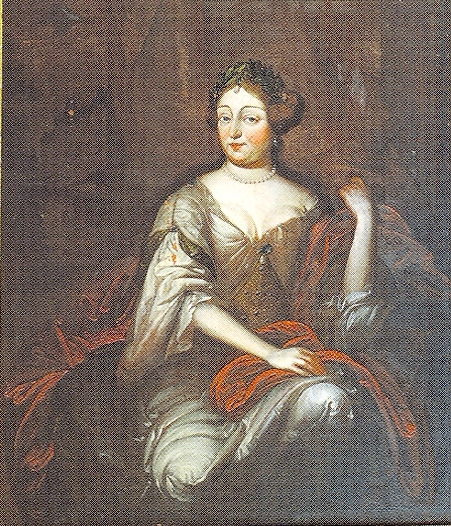
Anna Sofia (m. 1728)
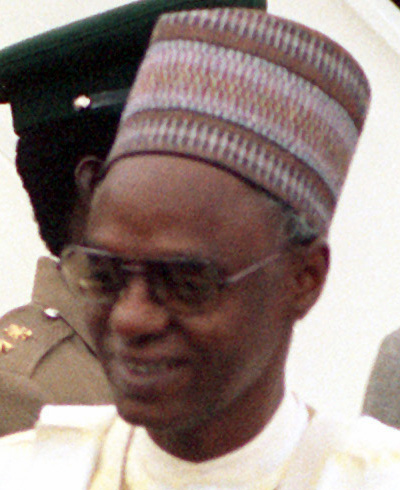
S. Shagari (m. 2018)
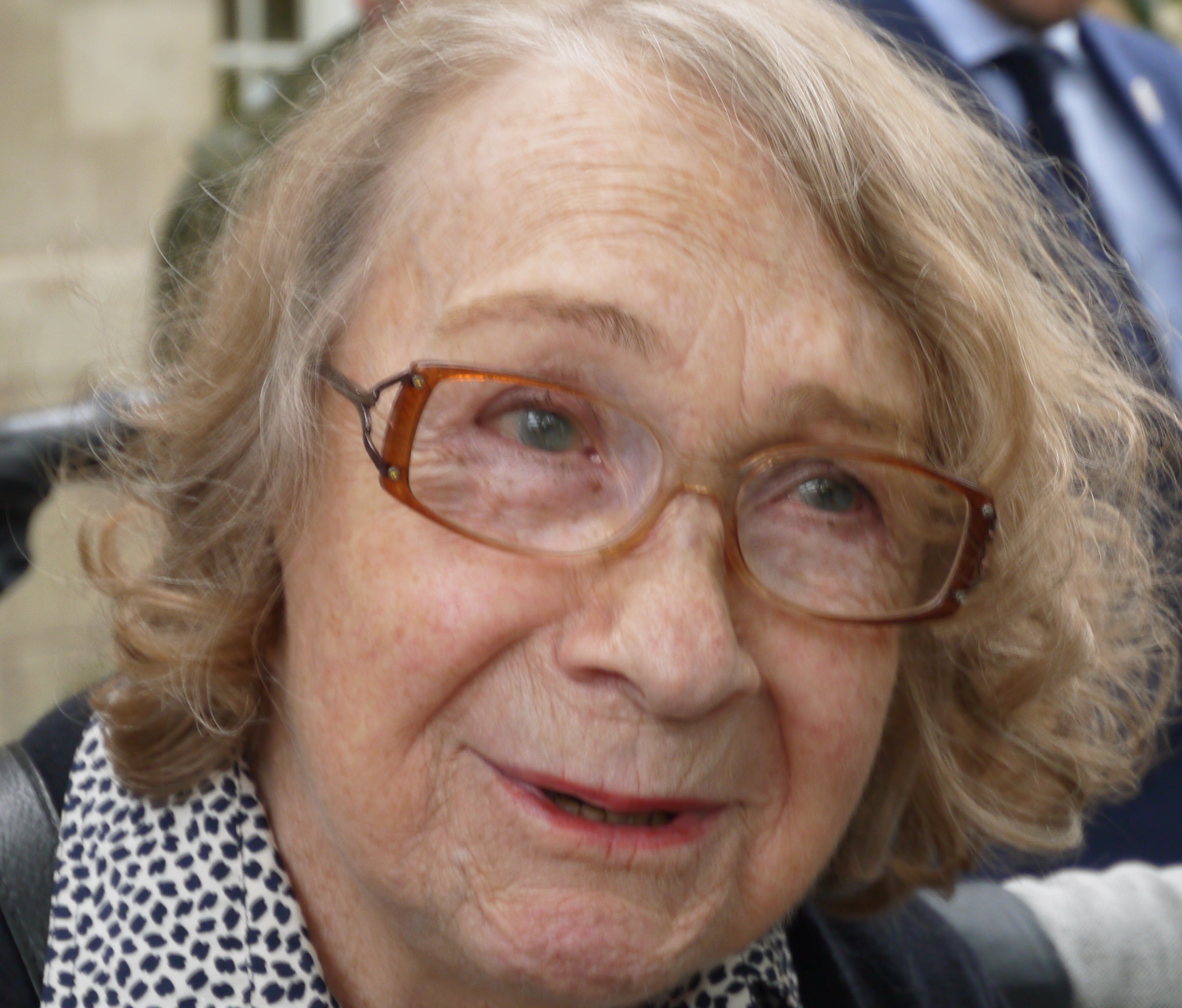
2021  Sabine Weiss
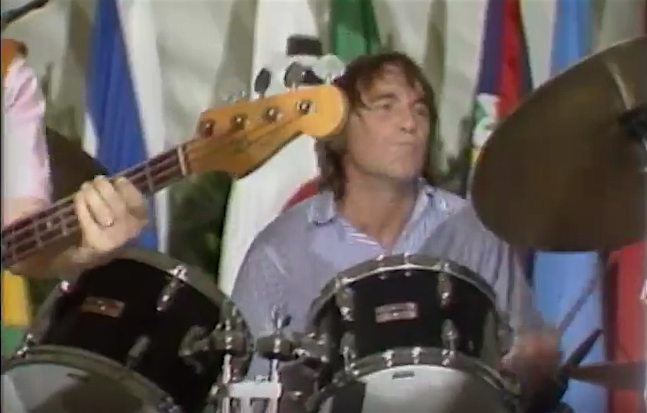
Dennis Wilson (m. 1983)
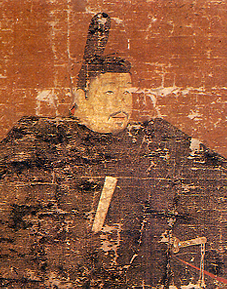
A. Yoshiakira (m. 1367)

| A.   | Lloc           | Personalitat                               | N.          |
| ---- | -------------- | ------------------------------------------ | ----------- |
| 1893 | Corneysthorpe  | Richard Spruce, botànic anglés             | botànica    |
| 1926 | Telfs          | Alfons Schlögl, compositor tirolés         | música      |
| 1928 | Montegiorgio   | Domenico Alaleona, compositor italià       | música      |
| 1942 | Theresienstadt | Alfred Flatow, gimnasta jueu               | esport      |
| 1949 | Brooklyn       | John Edward Lovelock, atleta neozelandeś   | esport      |
| 1949 | Gènova         | Ottavio Barbieri, futboliste lígur         | futbol      |
| 1959 | Madrid         | Ante Pavelić, fundador d'Ústaixa           | política    |
| 1962 | França         | Marcel Aubert, historiador de l'art        | belles arts |
| 1963 | Brumath        | Camille Dahlet, nacionalista alsacià       | política    |
| 1966 | St. Helena     | Carl Osburn, campió de tir olímpic         | esport      |
| 1981 | Woodland Hills | Allan Dwan, cineasta canadenc              | cinema      |
| 1984 | Inglewood      | Sam Peckinpah, director californià         | cinema      |
| 1972 | París          | Jon Mirande, escriptor i traductor en basc | literatura  |
| 1980 | Mèxic          | Alfredo Barrera Vásquez, maianiste         | cultura     |
| 1980 | París          | Marcel Langiller, davanter francés         | futbol      |
| 1983 | Montfermeil    | Eugène Chaboud, pilot de Fórmula 1         | esport      |
| 2006 | Tòquio         | Komei Abe, compositor i violoncel·liste    | música      |
| 2009 | Huntington     | The Rev, bateria d'Avenged Sevenfold       | música      |
| 2017 | ?              | Ronald Baensch, cicliste australià (78 a.) | deport      |
| 2021 | París          | Sabine Weiss, fotògrafa                    | cultura     |

## Festes locals i nacionals

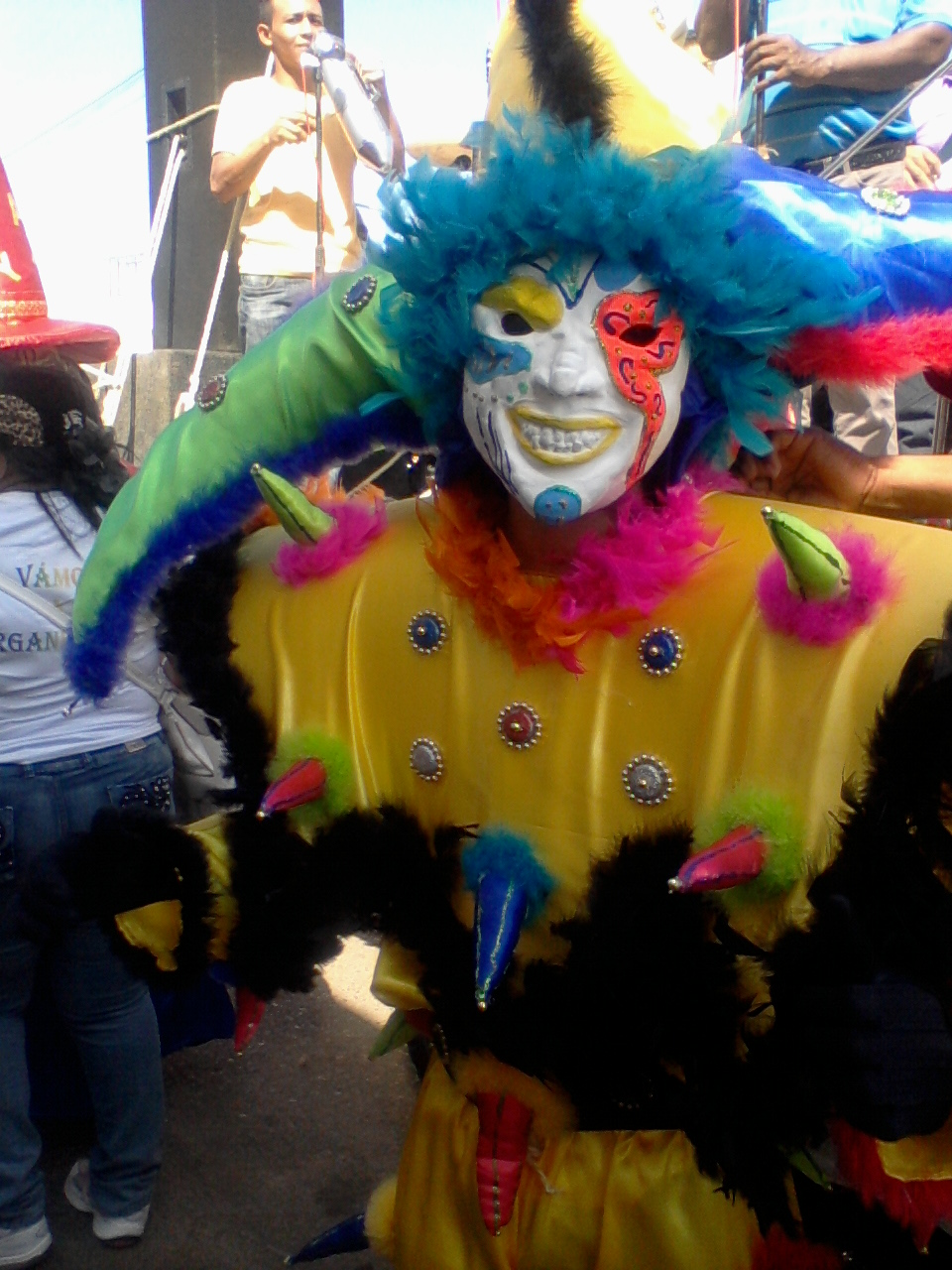
Un loco de la Vela (Veneçuela, 2011)

| Lloc                 | Celebració                                                |
| -------------------- | --------------------------------------------------------- |
| Austràlia Meridional | Proclamation Day («Dia de la Proclamació»)                |
| Castellvell del Camp | Festa de la Banya (des de 1851)                           |
| Alcoi                | funcions especials del Tirisiti                           |
| Bellmunt del Priorat | Badejada                                                  |
| Ibi                  | Festa dels Enfarinats o de la Justícia Nova (des de 1981) |
| L'Alcúdia i altri    | Recital dels Innocents (des de 2005)                      |
| Elx                  | Vinguda de la Mare de Déu de l'Assumpció                  |
| Manresa              | La Innocentada (espectacle teatral costumista)            |
| Reus                 | llançament del coet Espeteck                              |
| Terrassa             | Festa de la Llufa                                         |
| Tremp (ciutat)       | Aixecada del ninot                                        |

### Festes populars
A més d'innocentades o notícies falses com les de l'1 d'abril, el 28 de desembre és la data de moltes festes de folls, danses i altres tradicions populars:
- Agost (Alacantí): el Rei i la Reina Mora ballen amb els danseros.[34]
- Barcelona: antigament hi havia el costum de fer innocentades gremials.[35]
- Cinctorres: ballen els reis i els comtes.[34]
- Els Guiamets: esmorzar popular i ball a la nit.[36]
- Moncofa: lliguen les xiques amb cordes i cobren per soltar-les.
- Torredembarra: «fer barrera» per a captar diners.[29]
- La Vilavella: els sublevats feien un pregó satíric i un dinar amb la recaptació dels imposts, però en acabant passaven a dir-se «Tomasets» i ser l'objecte de burla;[31]
- Xalans: la festa de folls més antiga que encara se celebra, «los Locos», datada a començaments del segle xvii.[31]

A Veneçuela, el Dia dels Innocents té diferents noms i costums en cada un dels estats:
- Caicara de Maturín: la Fiesta del Mono.
- Estat Lara i Guárico: los Zaragozas.
- Estat Mérida, Trujillo i Portuguesa: Fiesta de los Locos y Locainas; en altres pobles de Mérida ballen la dansa tradicional dels Giros de San Benito.
- Estat Miranda: ballen els Boleros.
- Naiguatá i Osma: el Gobierno de las Mujeres; en altres pobles de Mérida ballen la dansa tradicional dels Giros de San Benito.
- La Vela de Coro (estat Falcón): ixen els Locos de la Vela, en la qual el personatge del Correo passa per les cases on un altre personatge, la Mojiganga, havia deixat una invitació el dia 27.[38]

## Santoral
- Abel, màrtir
- Càstor d'Àfrica, màrtir
- Sants Innocents, màrtirs
- Serventes de Déu: Enriqueta Rodon i Asencio, fundadora de les Terciàries Franciscanes de la Mare de Déu del Bon Consell; Carme Sala i Bigas (Tona, 1920-Vic, 1952), monja dominica.